# Musikjahr 1986
Liste der Musikjahre

◄◄ | ◄ | 1982 | 1983 | 1984 | 1985 | Musikjahr 1986 | 1987 | 1988 | 1989 | 1990 | ► | ►►

Weitere Ereignisse · Country-Musik
Dieser Artikel behandelt das Musikjahr 1986.
Zu den erfolgreichsten Künstlern gehörte Madonna. Sie schaffte mit ihrem dritten Album True Blue den Sprung auf Platz eins der Hitparaden in 28 Ländern. Die erfolgreichste Single in Deutschland brachte Ende 1985 der österreichische Sänger Falco mit dem Lied Jeanny, Part I heraus, das 1986 im Mittelpunkt eines Skandals stand.

## Ereignisse

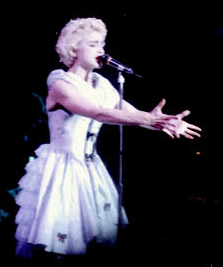
Madonna (1987)

### Populäre Musik und Jazz
- 02. Januar: Auf der Münchner UKW-Frequenz 92,4 gehen Pop-Anbieter wie Radio Arabella und die Jazz Welle Plus (zu unterschiedlichen Tageszeiten) auf Sendung.
- 23. Januar: Mit einer feierlichen Zeremonie werden Chuck Berry, James Brown, Ray Charles, Sam Cooke, Fats Domino, The Everly Brothers, Buddy Holly, Jerry Lee Lewis, Elvis Presley und Little Richard als erste Mitglieder in die auf Anregung von Ahmet Ertegün ins Leben gerufene Rock and Roll Hall of Fame in Cleveland aufgenommen.
- 03. März: Die Thrash-Metal-Band Metallica bringt ihr Album Master of Puppets heraus, es gilt später als Meilenstein des Thrash Metal und des Metal allgemein.
- 29. März: Die britische Synthie-Pop-/Synth-Rock-Band Depeche Mode startet in Oxford ihre Black Celebration Tour. Die Tournee endet nach 75 Konzerten am 16. August 1986 in Kopenhagen.
- 05. April: Jean Michel Jarre spielt anlässlich des 150. Geburtstags des US-Bundesstaats Texas und der Stadt Houston sowie dem 25. Jubiläum des Lyndon B. Johnson Space Centers der NASA ein Konzert vor mindestens 1.300.000 Zuhörern in Houston und erhält einen Eintrag im Guinness-Buch der Rekorde.
- 07. Juni: Die britische Rockband Queen startet in Solna ihre Magic Tour.
- 16. Juni: The Smiths veröffentlichen ihr drittes Studioalbum The Queen Is Dead, das später als einflussreich und stilbildend angesehen wird.
- 30. Juni: Madonna schafft mit ihrem heute veröffentlichten dritten Album True Blue den Sprung auf Platz eins der Hitparaden in 28 Ländern. Für eine weibliche Interpretin ist dies ein noch nie da gewesener Erfolg.
- 12. Juli: In Wien findet erstmals der Grand Prix der Volksmusik statt; die erste Ausgabe gewinnt Nella Martinetti aus der Schweiz mit Bella Musica.
- 26. Juli: Beim Anti-WAAhnsinns-Festival spielen vor etwa 100.000 Menschen viele deutsche Künstler aus Protest gegen die Atomkraft, auch nach der Nuklearkatastrophe von Tschernobyl. Unter anderem singt Wolf Maahn den Song Tschernobyl (Das letzte Signal).
- 09. August: Vor etwa 120.000 Zuschauern spielen Queen in Knebworth Park das letzte Konzert ihrer Magic Tour, das zugleich das letzte mit Sänger Freddie Mercury, der 1991 starb, und Bassist John Deacon sein wird.
- 18. August: Die Rockband Bon Jovi veröffentlicht ihr Album Slippery When Wet, das sich 14 Millionen Mal verkauft.
- 26. August: Prince gibt im Rahmen seiner Parade-Tour zum ersten Mal ein Livekonzert in Deutschland und zwar in der Frankfurter Festhalle.
- 07. September: Das Dynamo Open Air findet erstmals in Eindhoven, Niederlande statt.
- 18. September: Die britische Progressive-Rock-Band Genesis startet in Detroit ihre Invisible Touch Tour.
- 25.–28. September: Bei den Leipziger Jazztagen treten aus unterschiedlichen Stilrichtungen und Himmelsrichtungen Musiker wie Maria João, Aki Takase, Phil Minton/Mike Westbrook, die Doctor Umezu Band, KIXX mit Wigald Boning sowie das Zentralquartett oder Manfred Hering auf.
- 29. September: Iron Maiden veröffentlichen ihr sechstes Studioalbum Somewhere in Time. Auf diesem kommen erstmals Gitarrensynthesizer zum Einsatz.
- 29. September: Der US-amerikanische Singer-Songwriter Billy Joel startet in Glens Falls seine The Bridge Tour.
- 07. Oktober: Das später als wegweisend angesehene Album Reign in Blood der Thrash-Metal-Band Slayer erscheint.
- 04. November: Peter Gabriel startet seine This Way Up Tour.
- 01. Dezember: Die erste Jugendwelle von Radio Bremen, Bremen Vier, nimmt den Sendebetrieb auf. Bremen Vier ist zum Sendestart das erste öffentlich-rechtliche Rundfunkprogramm mit Schwerpunkt auf Rock- und Popmusik.
- Benny Carter, Dexter Gordon und Teddy Wilson werden mit der NEA Jazz Master Fellowship ausgezeichnet.

### Klassische Musik und Musiktheater
- 15. Januar: Am Teatro dell’Opera di Roma wird die Oper Salvatore Giuliano von Lorenzo Ferrero uraufgeführt.
- 31. Januar: Das 1985 entstandene Orchesterwerk The Chairman Dances von John Adams wird mit der Milwaukee Symphony unter Leitung von Lukas Foss uraufgeführt.
- 01. Februar: Uraufführung der Oper Hunger und Durst von Violeta Dinescu in Freiburg im Breisgau.
- 27. Februar: Die Oper Weiße Rose von Udo Zimmermann wird an der Hamburgischen Staatsoper uraufgeführt.
- 15. März: An der Opéra-Comique in Paris wird die Oper L’écume des jours von Edisson Denissow erstmals aufgeführt.
- 18. April: Im Operettenhaus in Hamburg findet die Deutschlandpremiere des Musicals Cats von Andrew Lloyd Webber statt. Das Stück wird fast 15 Jahre in Hamburg laufen.
- 30. April: Am Berliner Grips-Theater wird das Musical Linie 1 uraufgeführt.
- 14. Mai: Das Musical Chess wird in London uraufgeführt. Als Konzertversion war es bereits seit 1984 zu hören.
- 15. August: Bei den Salzburger Festspielen feiert Die schwarze Maske von Krzysztof Penderecki, basierend auf einem Stück von Gerhart Hauptmann aus dem Jahr 1928, ihre Opernpremiere.
- 09. Oktober: Das Musical The Phantom of the Opera von Andrew Lloyd Webber nach dem gleichnamigen Roman von Gaston Leroux wird am Londoner Her Majesty’s Theatre uraufgeführt.
- 15. November: Uraufführung der Oper Goya von Gian Carlo Menotti in Washington, D. C.
- Claudio Abbado wird Chefdirigent der Wiener Philharmoniker, Generalmusikdirektor der Wiener Staatsoper und gründet das Gustav Mahler Jugendorchester.
- Auf Initiative von Justus Frantz findet in den Sommermonaten das Schleswig-Holstein Musik Festival erstmals statt, es entwickelt sich zu einem der größten klassischen Musikfestivals Europas.
- Die Los Angeles Opera wird 1986 mit einer Inszenierung von Giuseppe Verdis Otello mit Plácido Domingo in der Hauptrolle eröffnet.
- Eine erste Rekonstruktion der unvollendeten Oper Queenie Pie von Duke Ellington (Musik) auf ein Libretto von Duke Ellington und Betty McGettigan wird 1986 am Broadway inszeniert.

### Film und Fernsehen
- Otello – italienischer Film von Franco Zeffirelli. Er basiert auf der 1887 uraufgeführten gleichnamigen Oper von Giuseppe Verdi (Musik) und Arrigo Boito (Libretto)

## Musikcharts

### Deutschland
| Singles                                                        | Position | Alben                         |
| -------------------------------------------------------------- | -------- | ----------------------------- |
|                                                                |          |                               |
| Jeanny, Part I Falco                                           | 1        | Movin’ Jennifer Rush          |
| Lessons in Love Level 42                                       | 2        | Sprünge Herbert Grönemeyer    |
| Midnight Lady Chris Norman                                     | 3        | Brothers in Arms Dire Straits |
| Wonderful World Sam Cooke                                      | 4        | Whitney Houston               |
| The Final Countdown Europe                                     | 5        | Into the Light Chris de Burgh |
| Touch Me (I Want Your Body) Samantha Fox                       | 6        | True Blue Madonna             |
| Ohne dich (schlaf ich heut Nacht nicht ein) Münchener Freiheit | 7        | Ahl Männer, aalglatt BAP      |
| Venus Bananarama                                               | 8        | Picture Book Simply Red       |
| Rage Hard Frankie Goes to Hollywood                            | 9        | So Peter Gabriel              |
| Holiday Rap MC Miker G & Deejay Sven                           | 10       | Promise Sade                  |

Die längsten Nummer-eins-Singles
Lieder, die die meiste Zeit während eines anderen Jahres auf Platz eins der Charts verbrachten, werden hier nicht aufgeführt.
1. Falco – Jeanny, Part 1 (8 Wochen)
2. Chris Norman – Midnight Lady; Level 42 – Lessons in Love (jeweils 6 Wochen)
3. MC Miker G & Deejay Sven – Holiday Rap (5 Wochen)

Die längsten Nummer-eins-Alben
Alben, die die meiste Zeit während eines anderen Jahres auf Platz eins der Charts verbrachten, werden hier nicht aufgeführt.
1. Herbert Grönemeyer – Sprünge (10 Wochen)
2. Tina Turner – Break Every Rule; Madonna – True Blue (jeweils 8 Wochen)
3. BAP – Ahl Männer, aalglatt (7 Wochen)

Alle Nummer-eins-Hits und die Hits des Jahres

### Österreich
| Singles                                                        | Position | Alben                                            |
| -------------------------------------------------------------- | -------- | ------------------------------------------------ |
|                                                                |          |                                                  |
| Midnight Lady Chris Norman                                     | 1        | Geld oder Leben! Erste Allgemeine Verunsicherung |
| Solo por tí Peter Kent & Luisa Fernandez                       | 2        | Brothers in Arms Dire Straits                    |
| Adesso tu Eros Ramazzotti                                      | 3        | Falco 3 Falco                                    |
| Jeanny Part I Falco                                            | 4        | Grenzenlos S.T.S.                                |
| Märchenprinz Erste Allgemeine Verunsicherung                   | 5        | Nuovi eroi Eros Ramazzotti                       |
| Sind Sie Single? Joesi Prokopetz                               | 6        | No. 13 Wolfgang Ambros                           |
| Nikita Elton John                                              | 7        | Sprünge Herbert Grönemeyer                       |
| Geil Bruce & Bongo                                             | 8        | Ready For Romance Modern Talking                 |
| Ohne dich (schlaf ich heut Nacht nicht ein) Münchener Freiheit | 9        | So Peter Gabriel                                 |
| Sledgehammer Peter Gabriel                                     | 10       | True Blue Madonna                                |

Die längsten Nummer-eins-Singles
Lieder, die die meiste Zeit während eines anderen Jahres auf Platz 1 der Charts verbrachten, werden hier nicht aufgeführt.
1. Chris Norman – Midnight Lady (9 Wochen)
2. Hans Orsolics – Mei potschertes Leb’n (7 Wochen)
3. Peter Kent & Luisa Fernandez – Solo por tí (6 Wochen)

Die längsten Nummer-eins-Alben
Alben, die die meiste Zeit während eines anderen Jahres auf Platz eins der Charts verbrachten, werden hier nicht aufgeführt.
1. Erste Allgemeine Verunsicherung – Geld oder Leben! (11 Wochen)
2. Eros Ramazzotti – Nuovi eroi (10 Wochen)
3. Falco – Emotional (7 Wochen)

Alle Nummer-eins-Hits und die Hits des Jahres

### Schweiz
| Singles                                  | Position | Alben                         |
| ---------------------------------------- | -------- | ----------------------------- |
|                                          |          |                               |
| Adesso tu Eros Ramazzotti                | 1        | Whitney Houston               |
| Touch Me (I Want Your Body) Samantha Fox | 2        | Brothers in Arms Dire Straits |
| Lessons in Love Level 42                 | 3        | Ice on Fire Elton John        |
| Jeanny, Part I Falco                     | 4        | Nuovi eroi Eros Ramazzotti    |
| Venus Bananarama                         | 5        | True Blue Madonna             |
| Nikita Elton John                        | 6        | Into the Light Chris de Burgh |
| Sledgehammer Peter Gabriel               | 7        | Movin’ Jennifer Rush          |
| Say You, Say Me Lionel Richie            | 8        | Cocker Joe Cocker             |
| Rock Me Baby Johnny Nash                 | 9        | So Peter Gabriel              |
| Midnight Lady Chris Norman               | 10       | Sprünge Herbert Grönemeyer    |

Die längsten Nummer-eins-Singles
Lieder, die die meiste Zeit während eines anderen Jahres auf Platz 1 der Charts verbrachten, werden hier nicht aufgeführt.
1. Falco – Jeanny, Part 1 (9 Wochen)
2. Level 42 – Lessons in Love (8 Wochen)
3. Europe – The Final Countdown (7 Wochen)

Die längsten Nummer-eins-Alben
Alben, die die meiste Zeit während eines anderen Jahres auf Platz eins der Charts verbrachten, werden hier nicht aufgeführt.
1. (Soundtrack) – Top Gun (8 Wochen)
2. Madonna – True Blue (7 Wochen)
3. (Soundtrack) – Rocky IV; Eros Ramazzotti – Nuovi eroi; Status Quo – In the Army Now (jeweils 5 Wochen)

Alle Nummer-eins-Hits und die Hits des Jahres

### Vereinigtes Königreich
| Singles                                                        | Position | Alben                                                      |
| -------------------------------------------------------------- | -------- | ---------------------------------------------------------- |
|                                                                |          |                                                            |
| Don’t Leave Me This Way The Communards feat. Sarah Jane Morris | 1        | True Blue Madonna                                          |
| Every Loser Wins Nick Berry                                    | 2        | Brothers in Arms Dire Straits                              |
| I Want to Wake Up with You Boris Gardiner                      | 3        | Now, That’s What I Call Music 8 (Verschiedene Interpreten) |
| Living Doll Cliff Richard & the Young Ones                     | 4        | Graceland Paul Simon                                       |
| Chain Reaction Diana Ross                                      | 5        | Whitney Houston                                            |
| The Lady in Red Chris de Burgh                                 | 6        | Now, That’s What I Call Music 7 (Verschiedene Interpreten) |
| When the Going Gets Tough, the Tough Get Going Billy Ocean     | 7        | Hunting High and Low A-ha                                  |
| Take My Breath Away Berlin                                     | 8        | A Kind of Magic Queen                                      |
| Papa Don’t Preach Madonna                                      | 9        | Revenge Eurythmics                                         |
| So Macho / Cruising Sinitta                                    | 10       | Silk and Steel Five Star                                   |

Die längsten Nummer-eins-Singles
Lieder, die die meiste Zeit während eines anderen Jahres auf Platz 1 der Charts verbrachten, werden hier nicht aufgeführt.
1. Billy Ocean – When the Going Gets Tough, the Tough Get Going; The Communards feat. Sarah Jane Morris – Don’t Leave Me This Way; Berlin – Take My Breath Away (jeweils 4 Wochen)
2. Diana Ross – Chain Reaction; Cliff Richard & the Young Ones – Living Doll; Spitting Image – The Chicken Song; George Michael – A Different Corner; Doctor & the Medics – Spirit in the Sky; Madonna – Papa Don’t Preach; Chris de Burgh – The Lady in Red; Boris Gardiner – I Want to Wake Up with You; Nick Berry – Every Loser Wins (jeweils 3 Wochen)

Alle weiteren Lieder waren entweder eine oder zwei Wochen auf Platz 1 gelistet.
Die längsten Nummer-eins-Alben
Alben, die die meiste Zeit während eines anderen Jahres auf Platz eins der Charts verbrachten, werden hier nicht aufgeführt.
1. Dire Straits – Brothers in Arms (10 Wochen)
2. Madonna – True Blue (6 Wochen)
3. Bryan Ferry/Roxy Music – Street Life – 20 Great Hits; (Verschiedene Interpreten) – Now, That’s What I Call Music 7; Paul Simon – Graceland (jeweils 5 Wochen)

Alle Nummer-eins-Hits und die Hits des Jahres

### Vereinigte Staaten
Die längsten Nummer-eins-Singles
Lieder, die die meiste Zeit während eines anderen Jahres auf Platz 1 der Charts verbrachten, werden hier nicht aufgeführt.
1. Dionne Warwick & Friends feat. Elton John, Gladys Knight & Stevie Wonder – That’s What Friends Are For (4 Wochen)
2. Falco – Rock Me Amadeus; Whitney Houston – Greatest Love of All; Patti LaBelle & Michael McDonald – On My Own; Huey Lewis & the News – Stuck with You (jeweils 3 Wochen)

Alle weiteren Lieder waren entweder eine oder zwei Wochen auf Platz 1 gelistet.
Die längsten Nummer-eins-Alben
Alben, die die meiste Zeit während eines anderen Jahres auf Platz eins der Charts verbrachten, werden hier nicht aufgeführt.
1. Whitney Houston – Whitney Houston (14 Wochen)
2. Madonna – True Blue; Original Motion Picture Soundtrack – Top Gun (jeweils 5 Wochen)
3. Boston – Third Stage; Bruce Springsteen & The E Street Band – Live 1975–85 (jeweils 4 Wochen)

Alle Nummer-eins-Hits und die Hits des Jahres

### Charts in weiteren Ländern
Siehe auch: Nummer-eins-Hits 1986 in  Australien, Belgien, Dänemark, Deutschland, Finnland, Frankreich, Irland, Italien, Japan, Kanada, Neuseeland, den Niederlanden, Norwegen, Österreich, Schweden, der Schweiz, Spanien, den Vereinigten Staaten und im Vereinigten Königreich.

## Musikpreise und Ehrungen

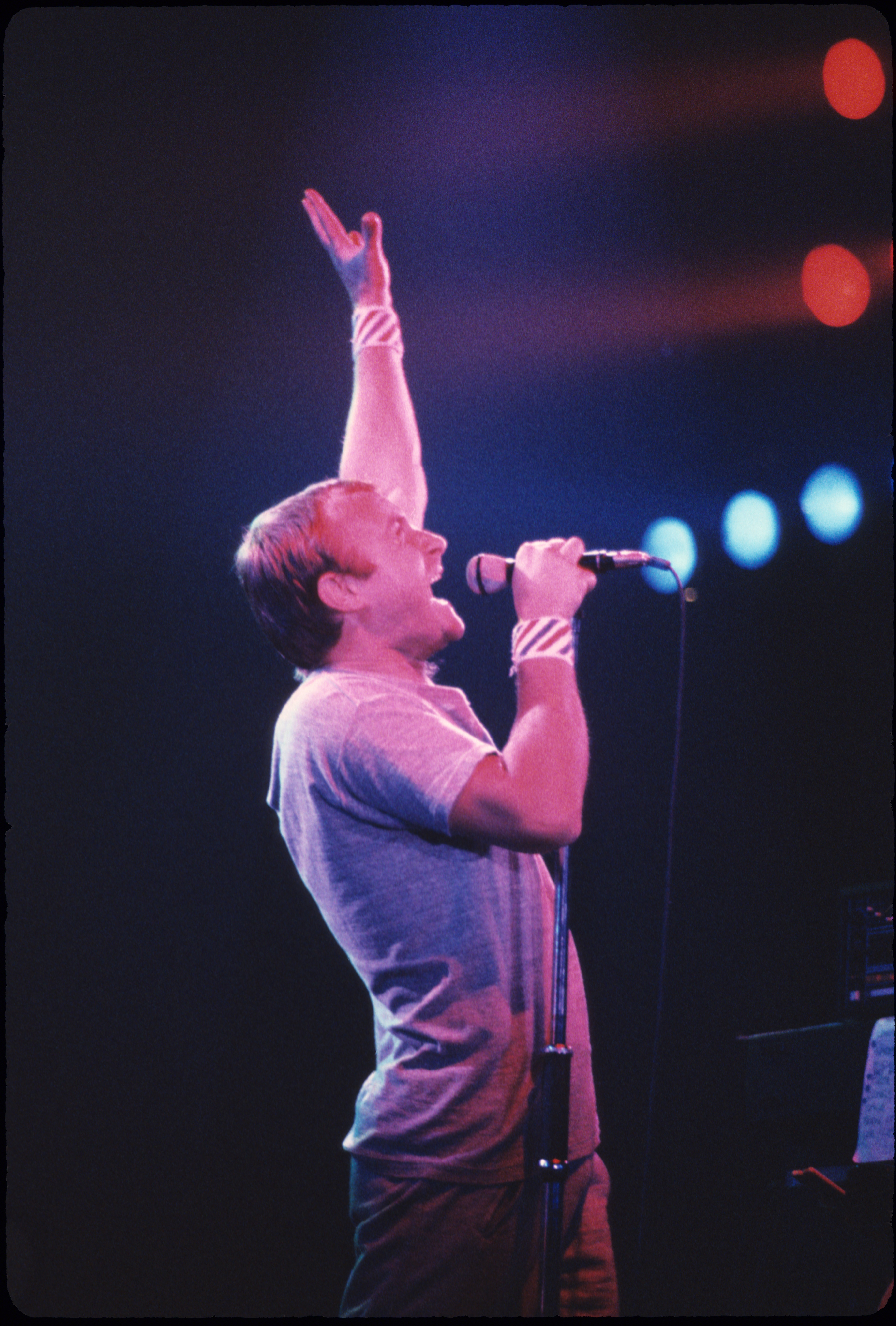
Phil Collins (hier 1981) gewann 1986 einen Grammy für das beste Album

### Grammy Awards 1986
Single des Jahres (Record of the Year):
- We Are the World von USA for Africa

Album des Jahres (Album of the Year):
- No Jacket Required von Phil Collins

Song des Jahres (Song of the Year):
- We Are the World von USA for Africa (Autoren: Lionel Richie, Michael Jackson)

Bester neuer Künstler (Best New Artist):
- Sade

### Oscar 1986

#### Beste Filmmusik
präsentiert von Gene Kelly, Donald O’Connor und Debbie Reynolds
John Barry – Jenseits von Afrika (Out of Africa)
Chris Boardman, Andraé Crouch, Jorge Calandrelli, Jeremy Lubbock, Jack Hayes, Jerry Hey, Quincy Jones, Randy Kerber, Joel Rosenbaum, Fred Steiner, Caiphus Semenya, Rod Temperton – Die Farbe Lila (The Color Purple)
Bruce Broughton – Silverado
Georges Delerue – Agnes – Engel im Feuer (Agnes of God)
Maurice Jarre – Der einzige Zeuge (Witness)

#### Bester Filmsong
Say You, Say Me aus White Nights – Die Nacht der Entscheidung (White Nights) – Lionel Richie
Miss Celie’s Blues (Sister) aus Die Farbe Lila (The Color Purple) – Quincy Jones, Lionel Richie, Rod Temperton
Separate Lives (Love Theme from White Nights) aus White Nights – Die Nacht der Entscheidung (White Nights) – Stephen Bishop
Surprise, Surprise aus A Chorus Line – Ed Kleban, Marvin Hamlisch
The Power of Love aus Zurück in die Zukunft (Back to the Future) – Johnny Colla, Chris Hayes, Huey Lewis

#### Beste Tonmischung
Gary Alexander, Peter Handford, Larry Stensvold, Larry Stensvold – Jenseits von Afrika (Out of Africa)
Rick Alexander, Bud Alper, Les Fresholtz, Vern Poore – Der Tag des Falken (Ladyhawke)
William B. Kaplan, B. Tennyson Sebastian II, Robert Thirlwell, Bill Varney – Zurück in die Zukunft (Back to the Future)
Rick Kline, Donald O. Mitchell, Kevin O’Connell, David M. Ronne – Silverado
Gerry Humphreys, Michael Minkler, Donald O. Mitchell, Christopher Newman – A Chorus Line

#### Bester Tonschnitt
Charles L. Campbell, Robert R. Rutledge – Zurück in die Zukunft (Back to the Future)
Fred J. Brown – Rambo II – Der Auftrag (Rambo: First Blood Part II)
Robert G. Henderson, Alan Robert Murray – Der Tag des Falken (Ladyhawke)

### Musikwettbewerbe
Eurovision Song Contest
1. Sandra Kim: J’aime la vie
2. Daniela Simons: Pas pour moi
3. Sherisse Laurence: L’amour de ma vie
4. Luv Bug: You Can Count on Me
5. Lasse Holm and Monica Törnell: E’ de’ det här du kallar kärlek?

## Jahresbestenlisten

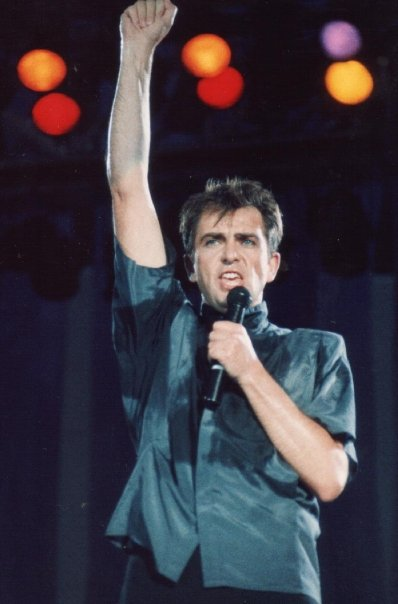
Peter Gabriel gehörte zu den erfolgreichsten Künstlern des Jahres

### Musikexpress

#### Alben
1. Peter Gabriel – So
2. Bruce Springsteen – Live 1975–85
3. Paul Simon – Graceland
4. Sting – Bring on the Night
5. Eurythmics – Revenge
6. Joe Jackson – Big World
7. The Rolling Stones – Dirty Work
8. Prince – Parade
9. The Smiths – The Queen Is Dead
10. Simply Red – Picture Book

#### Songs
1. Peter Gabriel – Sledgehammer
2. Europe – The Final Countdown
3. The Rolling Stones – Harlem Shuffle
4. Bruce Hornsby – The Way It Is
5. Stan Ridgway – Camouflage
6. Prince – Kiss
7. Falco – Coming Home
8. Frankie Goes to Hollywood – Rage Hard
9. Run-DMC – Walk This Way
10. Simply Red – Come to My Aid

### Popkultur.de
1. Europe – The Final Countdown
2. Lionel Richie – Dancing on the Ceiling
3. Genesis – Invisible Touch
4. Status Quo – In the Army Now
5. Cyndi Lauper – True Colors
6. Falco – Jeanny, Pt. I
7. Janet Jackson – When I Think of You
8. Lionel Richie – Say You, Say Me
9. Bruce & Bongo – Geil
10. Frankie Goes to Hollywood – Rage Hard

## Erstveranstaltungen
- Südtirol Festival Meran – klassisches Musikfestival in Meran

## Gründungen und Auflösungen

### Gründungen
- Arabella – Schweizer Eurodisco-Formation
- Die Fantastischen Vier – deutsche Hip-Hop-Gruppe aus Stuttgart wird als Die Zwielichtigen Zwei und Terminal Team gegründet
- GWR Records – britisches Independent-Label mit Sitz in London
- No Doubt – US-amerikanische Rockband mit Ska-, Punk- und New-Wave-Einflüssen
- Oldenburger Kammerchor – gemischter Chor in Oldenburg
- Pestilence – niederländische Death-Metal-Band
- Rainbirds – deutsche Pop-/Rockband um die Sängerin Katharina Franck
- Roxette – Pop-Duo aus Schweden
- T’Pau – britische Popband
- The Mission – britische Rockband
- Transvision Vamp – britische Alternative-Rockband
- Untrue – Schweizer Rock-, Pop- und Funk-Band
- Urge Overkill – US-amerikanische Rockband, die in Chicago gegründet wurde
- Westworld – britische Pop-Rock-/Rockabilly-Band

### Auflösungen
- Boney M. – deutsche Disco-Formation
- Force – Proto-Doom-Band aus Maryland
- Wham! – britische Popgruppe

## Neuveröffentlichungen (Auswahl)

### Lieder und Kompositionen
| Lied                                                     | Text                                                    | Musik                                                   | Erstinterpret                   | Label                                       | Veröffentlichung | Genre                                  | Album             | Weitere Informationen                                               |
| -------------------------------------------------------- | ------------------------------------------------------- | ------------------------------------------------------- | ------------------------------- | ------------------------------------------- | ---------------- | -------------------------------------- | ----------------- | ------------------------------------------------------------------- |
| Bello e impossibile                                      | Gianna Nannini, Fabio Pianigiani                        | Gianna Nannini, Fabio Pianigiani                        | Gianna Nannini                  | Arista Records                              | 17. April 1986   | Italopop                               | Profumo           |                                                                     |
| Born Too Late                                            | Dave Chandler, Scott Reagers                            | Dave Chandler                                           | Saint Vitus                     | SST Records                                 | 9. Oktober 1986  | Traditional Doom                       | Born Too Late     |                                                                     |
| Da staunste wohl, Herr Pohl                              | Victor Bach                                             | Raivo Tammik                                            | Freddy Quinn                    | Esperanza                                   | 1986             | Schlager                               |                   |                                                                     |
| Home Town                                                | Joe Jackson                                             | Joe Jackson                                             | Joe Jackson                     | A&M Records                                 | 1986             | Pop                                    | Big World         |                                                                     |
| In Too Deep                                              | Tony Banks, Phil Collins, Mike Rutherford               | Tony Banks, Phil Collins, Mike Rutherford               | Genesis                         | Charisma Records, Virgin Records            | 6. Juni 1986     | Pop                                    | Invisible Touch   |                                                                     |
| J’aime la vie                                            | Marino Atria                                            | Jean Paul Furnémont, Angelo Crisci                      | Sandra Kim                      | Carrere Records                             | 1986             | Pop                                    |                   | belgischer Beitrag und Siegertitel des Eurovision Song Contest 1986 |
| Life in a Looking Glass                                  | Leslie Bricusse                                         | Henry Mancini                                           | Tony Bennett                    |                                             | 1986             | Filmmusik                              |                   |                                                                     |
| Master of Puppets                                        | James Hetfield, Lars Ulrich, Cliff Burton, Kirk Hammett | James Hetfield, Lars Ulrich, Cliff Burton, Kirk Hammett | Metallica                       | Elektra Records                             | 3. März 1986     | Thrash Metal                           | Master of Puppets |                                                                     |
| Oh L’amour                                               | Vince Clarke und Andy Bell                              | Vince Clarke und Andy Bell                              | Erasure                         |                                             | 1986             | Pop                                    |                   |                                                                     |
| Only Love Remains                                        | Paul McCartney                                          | Paul McCartney                                          | Paul McCartney                  | Parlophone/EMI (UK), Capitol Records (USA)  | 1. Dezember 1986 | Pop                                    | Press to Play     |                                                                     |
| Press                                                    | Paul McCartney                                          | Paul McCartney                                          | Paul McCartney                  | Parlophone/EMI (UK), Capitol Records (USA)  | 14. Juli 1986    | Pop                                    | Press to Play     |                                                                     |
| Pretty Little Head                                       | Paul McCartney und Eric Stewart                         | Paul McCartney und Eric Stewart                         | Paul McCartney                  | Parlophone/EMI (UK), Capitol Records (USA)  | 27. Oktober 1986 | Pop                                    | Press to Play     |                                                                     |
| Shine                                                    | Jon Anderson und Mike Oldfield                          | Jon Anderson und Mike Oldfield                          | Jon Anderson und Mike Oldfield  | Virgin Records                              | 2. Mai 1986      | Pop-Rock                               |                   |                                                                     |
| Somewhere Out There                                      | James Horner, Cynthia Weil, Barry Mann                  | James Horner, Cynthia Weil, Barry Mann                  | Linda Ronstadt und James Ingram |                                             | November 1986    | Filmmusik                              |                   | für den Film Feivel, der Mauswanderer geschriebener Filmsong        |
| Stranglehold                                             | Paul McCartney und Eric Stewart                         | Paul McCartney und Eric Stewart                         | Paul McCartney                  | Parlophone/EMI (UK), Capitol Records (USA)  | 29. Oktober 1986 | Pop                                    | Press to Play     |                                                                     |
| That Voice Again                                         | Peter Gabriel, David Rhodes                             | Peter Gabriel, David Rhodes                             | Peter Gabriel                   | Geffen Records (USA), Virgin Records (UK)   | 19. Mai 1986     | Artrock, Popmusik, Progressive Rock    | So                |                                                                     |
| The Lady in Red                                          | Chris de Burgh                                          | Chris de Burgh                                          | Chris de Burgh                  | A&M Records                                 | 26. Mai 1986     | Pop                                    | Into the Light    |                                                                     |
| Tonight, Tonight, Tonight                                | Tony Banks, Phil Collins, Mike Rutherford               | Tony Banks, Phil Collins, Mike Rutherford               | Genesis                         | Charisma Records, Virgin Records            | 6. Juni 1986     | New Wave, Progressive Rock, Synthiepop | Invisible Touch   |                                                                     |
| Unter einer kleinen Decke in der Nacht (Das Kuschellied) | Stephan Remmler                                         | Stephan Remmler                                         | Stephan Remmler                 | Mercury Records                             | 1986             | Schlager                               | Stephan Remmler   |                                                                     |
| We Do What We’re Told (Milgram’s 37)                     | Peter Gabriel                                           | Peter Gabriel                                           | Peter Gabriel                   | Geffen (USA), Charisma Records, Virgin (UK) | 19. Mai 1986     | Artrock, Popmusik, Progressive Rock    | So                |                                                                     |
| Who Made Who                                             | Brian Johnson, Angus Young, Malcolm Young               | Brian Johnson, Angus Young, Malcolm Young               | AC/DC                           | Atlantic Records                            | Mai 1986         | Hard Rock                              | Who Made Who      |                                                                     |

### Alben
| Album                                                 | Interpret                      | Label                                                      | Veröffentlichung   | Genre                                     | Weitere Informationen                  |
| ----------------------------------------------------- | ------------------------------ | ---------------------------------------------------------- | ------------------ | ----------------------------------------- | -------------------------------------- |
| 5150                                                  | Van Halen                      | Warner Bros.                                               | 24. März 1986      | Hard Rock                                 |                                        |
| Animal Boy                                            | Ramones                        | Sire Records                                               | 19. Mai 1986       | Punkrock                                  |                                        |
| Another Step                                          | Kim Wilde                      | MCA Records                                                | 3. Oktober 1986    | Pop                                       |                                        |
| Black Celebration                                     | Depeche Mode                   | Mute Records                                               | 17. März 1986      | Synthiepop, Industrial, Post-Punk         |                                        |
| Blah-Blah-Blah                                        | Iggy Pop                       | A&M Records                                                | 23. Oktober 1986   | Rock, Dance Rock, New Wave                |                                        |
| Blood & Chocolate                                     | Elvis Costello                 | Demon                                                      | 15. September 1986 | New Wave, Grunge                          |                                        |
| Born Too Late                                         | Saint Vitus                    | SST Records                                                | 9. Oktober 1986    | Traditional Doom                          |                                        |
| Brotherhood                                           | New Order                      | Factory Records                                            | 29. September 1986 | Synthiepop, Post-Punk                     |                                        |
| Cinema                                                | Nazareth                       | Vertigo Records                                            | 22. Februar 1986   | Hard Rock, Adult Oriented Rock            |                                        |
| Constrictor                                           | Alice Cooper                   | WEA Records                                                | 22. September 1986 | Hard Rock                                 |                                        |
| Damenwahl                                             | Die Toten Hosen                | Virgin Records, Totenkopf                                  | 25. August 1986    | Punkrock                                  |                                        |
| Dancing on the Ceiling                                | Lionel Richie                  | Motown                                                     | 15. Juli 1986      | Pop                                       |                                        |
| Die Ärzte                                             | Die Ärzte                      | CBS Schallplatten GmbH                                     | 1986               | Punkrock                                  |                                        |
| Different Light                                       | The Bangles                    | Columbia Records                                           | 2. Januar 1986     | Pop-Rock                                  |                                        |
| Dirty Work                                            | The Rolling Stones             | Rolling Stones Records, EMI                                | 24. März 1986      | Rock                                      |                                        |
| Eine kleine Nachtmusik                                | Venom                          | Neat Records                                               | Dezember 1986      | Heavy Metal, Speed Metal, Thrash Metal    |                                        |
| Eisbrecher                                            | Nena                           | CBS                                                        | 24. November 1986  | Pop                                       | Letztes Studioalbum der Popgruppe Nena |
| Emotional                                             | Falco                          | Teldec                                                     | 23. Oktober 1986   | Pop, Rock, Soul                           |                                        |
| Every Beat of My Heart                                | Rod Stewart                    | Warner Bros.                                               | 23. Juni 1986      | Rock, Pop-Rock                            |                                        |
| Eye of the Zombie                                     | John Fogerty                   | Fantasy                                                    | 1. Oktober 1986    | Heartland Rock, Americana, Rock ’n’ Roll  |                                        |
| Fight for the Rock                                    | Savatage                       | Atlantic Records                                           | 30. Juni 1986      | Rock                                      |                                        |
| Flag of Hate                                          | Kreator                        | Noise Records, Combat Records                              | 4. August 1986     | Thrash Metal                              | EP                                     |
| Gegen den Strom                                       | Peter Cornelius                | Ariola                                                     | Mai 1986           | Pop                                       |                                        |
| Hit by Hit                                            | The Godfathers                 | Corporate Image                                            | November 1986      | Alternative Rock                          |                                        |
| In the Army Now                                       | Status Quo                     | Vertigo Records                                            | 26. August 1986    | Hard Rock, Pop-Rock                       |                                        |
| In the Middle of Nowhere                              | Modern Talking                 | Hansa Records                                              | 10. November 1986  | Synthpop                                  |                                        |
| Inside the Electric Circus                            | W.A.S.P.                       | Capitol Records                                            | Oktober 1986       | Heavy Metal, Shock Rock, Glam Metal       |                                        |
| Intermission                                          | Dio                            | Warner Bros. (USA und Kanada), Vertigo, Rock Candy Records | Juni 1986          | Heavy Metal                               | Livealbum                              |
| Lausige Zeiten                                        | Marius Müller-Westernhagen     | WEA Records                                                | 21. Februar 1986   | Pop, Deutschrock                          |                                        |
| Lifes Rich Pageant                                    | R.E.M.                         | I.R.S. Records                                             | 28. Juli 1986      | Jangle-Pop, Alternative Rock              |                                        |
| Live ?!*@ Like a Suicide                              | Guns N’ Roses                  | UZI Suicide                                                | 16. Dezember 1986  | Hard Rock                                 | EP                                     |
| Live 1975–85                                          | Bruce Springsteen              | Columbia Records                                           | 10. November 1986  | Rock                                      | Livealbum                              |
| Liverpool                                             | Frankie Goes to Hollywood      | ZTT Records                                                | 20. Oktober 1986   | Dance, New Wave, Pop, Rock                | Letztes Studioalbum                    |
| Master of Puppets                                     | Metallica                      | Elektra Records                                            | 3. März 1986       | Thrash Metal                              |                                        |
| Mirrors                                               | Sandra                         | Virgin Records                                             | 13. Oktober 1986   | Pop                                       |                                        |
| Morbid Visions                                        | Sepultura                      | Cogumelo Records                                           | 10. November 1986  | Death Metal                               | Debütalbum                             |
| Naked                                                 | Art Ensemble of Chicago        | DIW Records                                                | 1986               | Jazz                                      |                                        |
| No. 13                                                | Wolfgang Ambros                | Atom Records                                               | 13. Januar 1986    | Pop-Rock                                  |                                        |
| Obsessed by Cruelty                                   | Sodom                          | Steamhammer/SPV                                            | 7. Mai 1986        | Thrash Metal                              | Debütalbum                             |
| Orgasmatron                                           | Motörhead                      | GWR Records                                                | 9. August 1986     | Heavy Metal                               |                                        |
| Parade                                                | Prince and The Revolution      | Warner Bros. Records, Paisley Park Records                 | 31. März 1986      | Contemporary R&B, Funk, Pop, Rock         |                                        |
| Peace Sells… But Who’s Buying?                        | Megadeth                       | Capitol Records                                            | 19. September 1986 | Thrash Metal                              |                                        |
| Pearls of Passion                                     | Roxette                        | EMI                                                        | 31. Oktober 1986   | Pop-Rock                                  | Debütalbum                             |
| Pleasure to Kill                                      | Kreator                        | Noise Records                                              | 1. April 1986      | Thrash Metal                              |                                        |
| Profumo                                               | Gianna Nannini                 | Ricordi                                                    | 1986               | Rock                                      |                                        |
| Ready for Romance                                     | Modern Talking                 | Hansa Records                                              | 26. Mai 1986       | Synthpop                                  |                                        |
| Reign in Blood                                        | Slayer                         | Def Jam                                                    | 7. Oktober 1986    | Thrash Metal                              |                                        |
| Revenge                                               | Eurythmics                     | RCA Records                                                | 30. Juni 1986      | New Wave, Pop                             |                                        |
| Rio I.                                                | Rio Reiser                     | Columbia Records                                           | November 1986      | Deutschrock                               | Erstes Soloalbum von Rio Reiser        |
| Scoundrel Days                                        | a-ha                           | Warner Bros.                                               | 6. Oktober 1986    | Synthie-Pop, New Wave, Pop-Rock           |                                        |
| Seventh Star                                          | Black Sabbath                  | Vertigo, Warner Bros. (US)                                 | 28. Januar 1986    | Heavy Metal                               |                                        |
| Slippery When Wet                                     | Bon Jovi                       | Mercury Records                                            | 18. August 1986    | Hard Rock                                 |                                        |
| So                                                    | Peter Gabriel                  | Charisma Records, Virgin Records, Geffen Records           | 19. Mai 1986       | Artrock, Progressive Rock, Pop, Weltmusik |                                        |
| Somewhere in Time                                     | Iron Maiden                    | EMI                                                        | 29. September 1986 | Heavy Metal                               |                                        |
| Sound Songs                                           | Jay Clayton und Jerry Granelli | JMT, Winter & Winter                                       | 1986               | Jazz                                      |                                        |
| Spieler                                               | Jessica                        | Amiga                                                      | 1986               | New Wave, Pop                             |                                        |
| Sprünge                                               | Herbert Grönemeyer             | EMI                                                        | 30. April 1986     | Rock                                      |                                        |
| The Big Gundown                                       | John Zorn                      | Nonesuch Records                                           | 1986               | Jazz                                      |                                        |
| The State of the Tenor – Live at the Village Vanguard | Joe Henderson                  | Blue Note Records                                          | 1986               | Jazz                                      |                                        |
| The Final Countdown                                   | Europe                         | Epic Records                                               | 26. Mai 1986       | Hard Rock, Glam Metal                     |                                        |
| The Ultimate Sin                                      | Ozzy Osbourne                  | CBS (US), Epic Records (UK)                                | 24. Januar 1986    | Heavy Metal, Glam Metal                   |                                        |
| Traumziel                                             | Münchener Freiheit             | Columbia Records                                           | 14. November 1986  | Pop-Rock                                  |                                        |
| True Blue                                             | Madonna                        | Sire Records, Warner Brothers Records                      | 30. Juni 1986      | Pop                                       |                                        |
| True Colors                                           | Cyndi Lauper                   | Portrait Records                                           | 27. September 1986 | Pop-Rock, New Wave                        |                                        |
| Turbo                                                 | Judas Priest                   | Columbia Records                                           | 21. März 1986      | Glam Metal                                |                                        |
| Von Anfang an                                         | Münchener Freiheit             | Columbia Records                                           | 22. Februar 1986   | Pop-Rock                                  | Kompilation                            |
| Whiplash Smile                                        | Billy Idol                     | Chrysalis Records                                          | 20. Oktober 1986   | Hard Rock, New Wave                       |                                        |
| Who Made Who                                          | AC/DC                          | Atlantic Records                                           | 24. Mai 1986       | Hard Rock                                 | Soundtrack                             |

## Geboren

### Januar
- 03. Januar: Sebastian Freitag, deutscher Kirchenmusiker und Domorganist
- 06. Januar: Lulu Gainsbourg, französischer Musiker und Schauspieler
- 06. Januar: Alex Turner, Sänger und Gitarrist der Band Arctic Monkeys
- 11. Januar: Jackmaster, schottischer House-DJ († 2024)
- 12. Januar: Zlata Ohnjewitsch, ukrainische Popsängerin
- 12. Januar: Aleksander Walmann, norwegischer Sänger
- 16. Januar: Aisha, lettische Sängerin
- 17. Januar: Kalben, türkische Musikerin
- 17. Januar: Chloe Lattanzi, US-amerikanische Sängerin und Schauspielerin
- 18. Januar: Maarja Kivi, estnische Sängerin und Bassistin
- 19. Januar: Mine, deutsche Sängerin, Songwriterin und Produzentin
- 25. Januar: Sumi Hwang, südkoreanische Opernsängerin
- 26. Januar: DJ Arafat, ivorischer Musiker († 2019)
- 26. Januar: Matthew Kiichi Heafy, US-amerikanischer Sänger und Gitarrist
- 30. Januar: Lisa Brunner, Schweizer Musikerin, Texterin, Kabarettistin und Comedienne

### Februar
- 01. Februar: Michael Lagger, österreichischer Jazzmusiker (Piano, Komposition)
- 07. Februar: Kensuke Ohira, japanischer Organist und Dirigent
- 08. Februar: Anderson .Paak, US-amerikanischer Sänger, Rapper und Musikproduzent
- 18. Februar: Christoph Alex, deutscher Rapper
- 18. Februar: Dumbfoundead, argentinisch-US-amerikanischer Rapper, Schauspieler und Synchronsprecher südkoreanischer Abstammung
- 19. Februar: Raluca Diaconu, rumänische Sängerin, Gesangspädagogin und Radiomoderatorin
- 19. Februar: Maria Mena, norwegische Sängerin
- 20. Februar: Salome Clausen, Schweizer Popsängerin
- 23. Februar: Skylar Grey, US-amerikanische Sängerin, Songschreiberin und Musikproduzentin
- 23. Februar: Ola, schwedischer Popsänger
- 28. Februar: Travis Reuter, US-amerikanischer Fusion- und Jazzmusiker (Gitarre, Komposition)

### März
- 01. März: Vineta Sareika, lettische Geigerin und Hochschullehrerin
- 02. März: Alex Luna, ukrainischer Sänger, Countertenor, Schauspieler, Filmproduzent
- 05. März: Constantin von Jascheroff, deutscher Schauspieler, Synchronsprecher und Sänger
- 05. März: Mika Newton, ukrainische Sängerin
- 08. März: Myrthes Monteiro, brasilianisch-stämmige Schauspielerin, Tänzerin, Sängerin und Synchronsprecherin
- 09. März: Cordula Hanns, deutsche Schauspielerin, Sängerin und Videokünstlerin
- 13. März: Natalie und Nicole Albino, eineiige Zwillinge und US-amerikanisches Popmusik-Duo
- 13. März: Rykka, singende schweizerisch-kanadische Person
- 18. März: Lykke Li, schwedische Sängerin
- 19. März: Elizabeth Zharoff, US-amerikanische Opernsängerin und Webvideoproduzentin
- 22. März: Boram, südkoreanische Sängerin und Schauspielerin
- 24. März: Anxhela Peristeri, albanische Sängerin
- 27. März: Dan Bull, britischer Rapper und Songschreiber
- 28. März: J-Kwon, US-amerikanischer Rapper

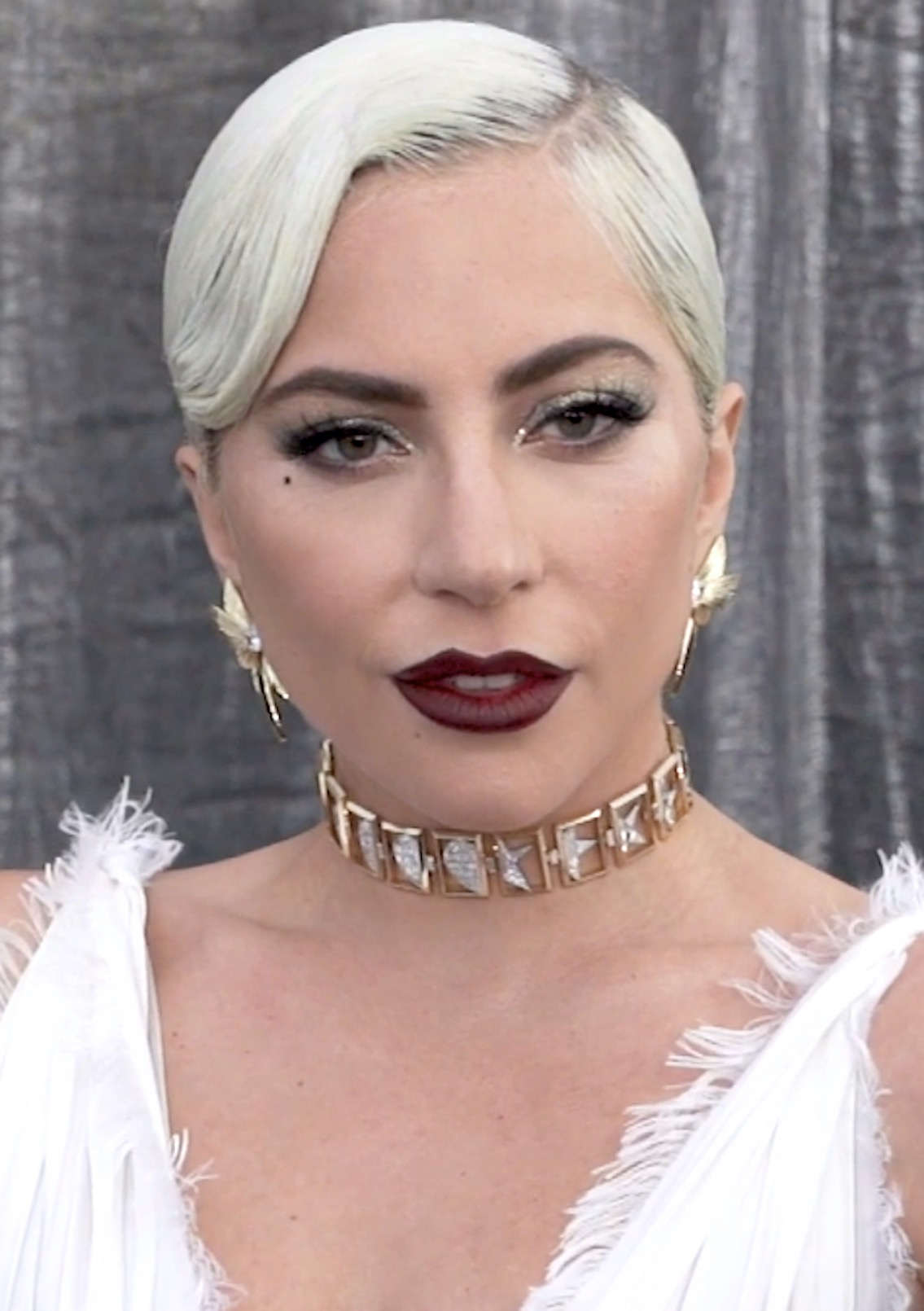
Lady Gaga; * 28. März

- 28. März: Lady Gaga, US-amerikanische Pop-Sängerin
- 30. März: Amine M‘Raihi, tunesischer Musiker (Oud) und Psychiater

### April
- 05. April: David Aaron Carpenter, US-amerikanischer Bratschist
- 11. April: Ana Isabelle, puerto-ricanische Sängerin, Tänzerin und Schauspielerin
- 14. April: Reza Askari, deutscher Kontrabassist und Komponist
- 15. April: Sergio Gelsomino, italienischer Musiker, Komponist, Flötist, Dirigent und Singer-Songwriter
- 17. April: Ilsey Juber, US-amerikanische Sängerin und Songschreiberin aus Kalifornien
- 27. April: Elena Risteska, nordmazedonische Sängerin
- 28. April: Karl Evangelista, US-amerikanischer Fusion- und Jazzmusiker
- 29. April: Wily Mignon, beninischer Musiker († 2025)
- 30. April: Marina Viotti, französisch-schweizerische Opernsängerin (Mezzosopran)
- 00. April: Georg Maier, deutscher Gitarrist und Komponist

### Mai

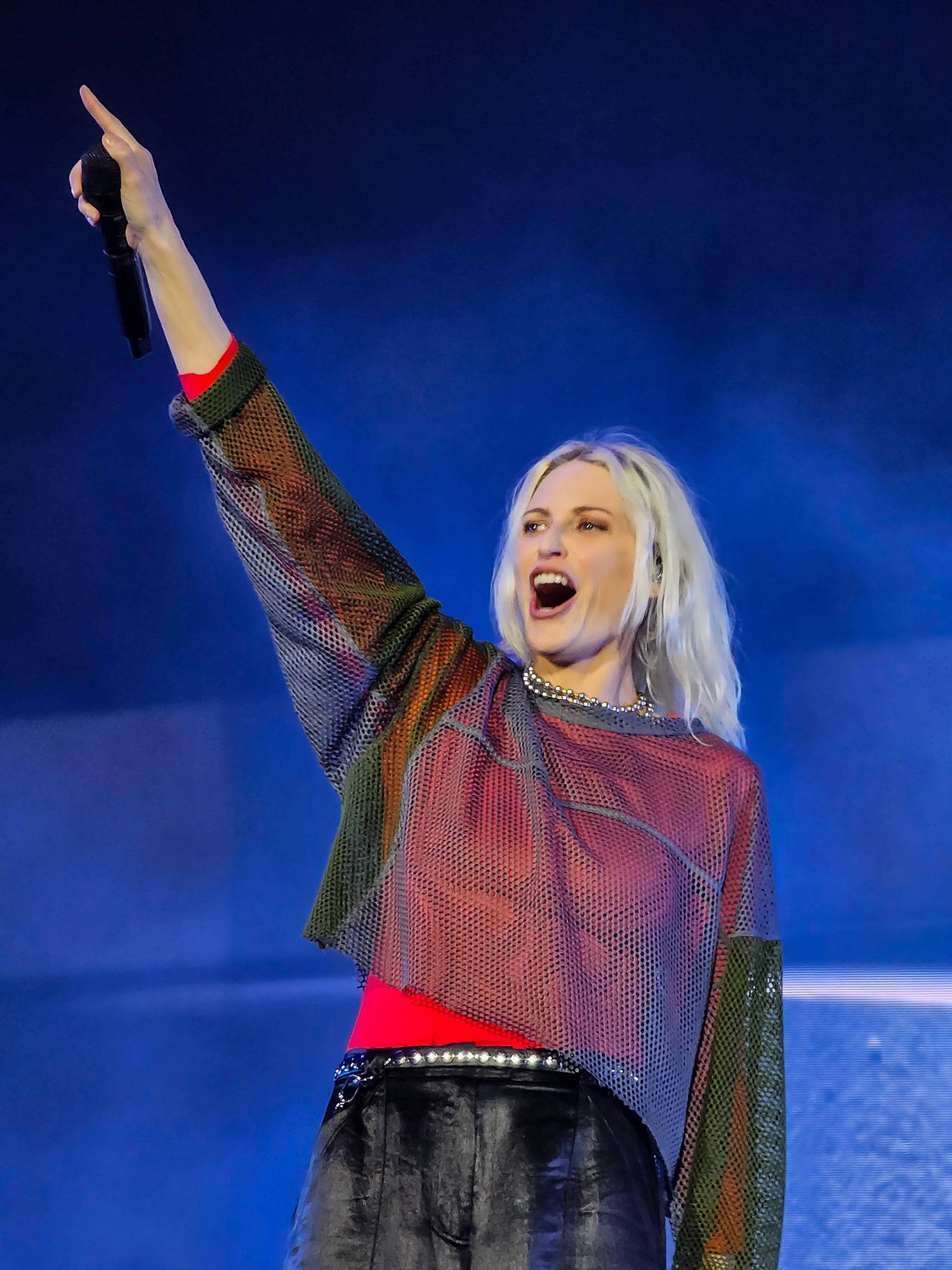
Emily Armstrong; * 6. Mai

- 06. Mai: Emily Armstrong, US-amerikanische Musikerin
- 06. Mai: Sasheer Zamata, US-amerikanische Schauspielerin, Sängerin und Synchronsprecherin
- 07. Mai: Mark Furze, australischer Schauspieler, Synchronsprecher und Sänger
- 12. Mai: Franziska Trunte, deutsche Synchronsprecherin und Sängerin
- 13. Mai: Alexander Rybak, belarussisch-norwegischer Sänger, Violinist, Komponist und Schauspieler
- 14. Mai: Alyosha, ukrainische Sängerin
- 21. Mai: Konstantinos Argyros, griechischer Sänger
- 28. Mai: Johannes Winkler, deutscher Filmkomponist, Arrangeur und Musikproduzent
- 29. Mai: Besa, albanische Pop- und R&B-Sängerin
- 30. Mai: Claudia Beni, kroatische Popsängerin
- 30. Mai: Pasha Parfeny, moldauischer Sänger und Komponist von Popmusik
- 31. Mai: Sopo Chalwaschi, georgische Sängerin

### Juni
- 06. Juni: Leslie Carter, US-amerikanische Sängerin († 2012)
- 06. Juni: Didem Kınalı, Roma-stämmige türkische Bauchtänzerin, Sängerin und Model
- 11. Juni: Annika Firley, deutsche Musicaldarstellerin
- 13. Juni: Ledion Liço, albanischer Fernsehmoderator, Produzent, Sänger und Mediendirektor
- 13. Juni: Måns Zelmerlöw, schwedischer Popsänger, Model und Moderator
- 15. Juni: Feli, rumänische Sängerin und Songschreiberin
- 17. Juni: Lingua Ignota, US-amerikanische Musikerin
- 24. Juni: Vilija Matačiūnaitė, litauische Popmusikerin
- 24. Juni: Bojana Stamenov, serbische Sängerin
- 29. Juni: Derya Kaptan, deutsche Sängerin, Schauspielerin und Tänzerin

### Juli
- 01. Juli: Agnes Monica Muljoto, indonesische Sängerin und Schauspielerin
- 02. Juli: Lindsay Lohan, US-amerikanische Schauspielerin und Pop-Sängerin
- 07. Juli: Eunhye Jeong, südkoreanische Jazzmusikerin (Piano, Komposition)
- 07. Juli: Jens Knossalla, deutscher Entertainer
- 12. Juli: Ilka Wolf, deutsche Sängerin
- 14. Juli: Franciszek Araszkiewicz, polnischer Komponist, Installations-, Performance- und Videokünstler
- 16. Juli: Florence Joy, deutsche Nachwuchssängerin
- 16. Juli: Taryn Southern, US-amerikanische Schauspielerin und Sängerin

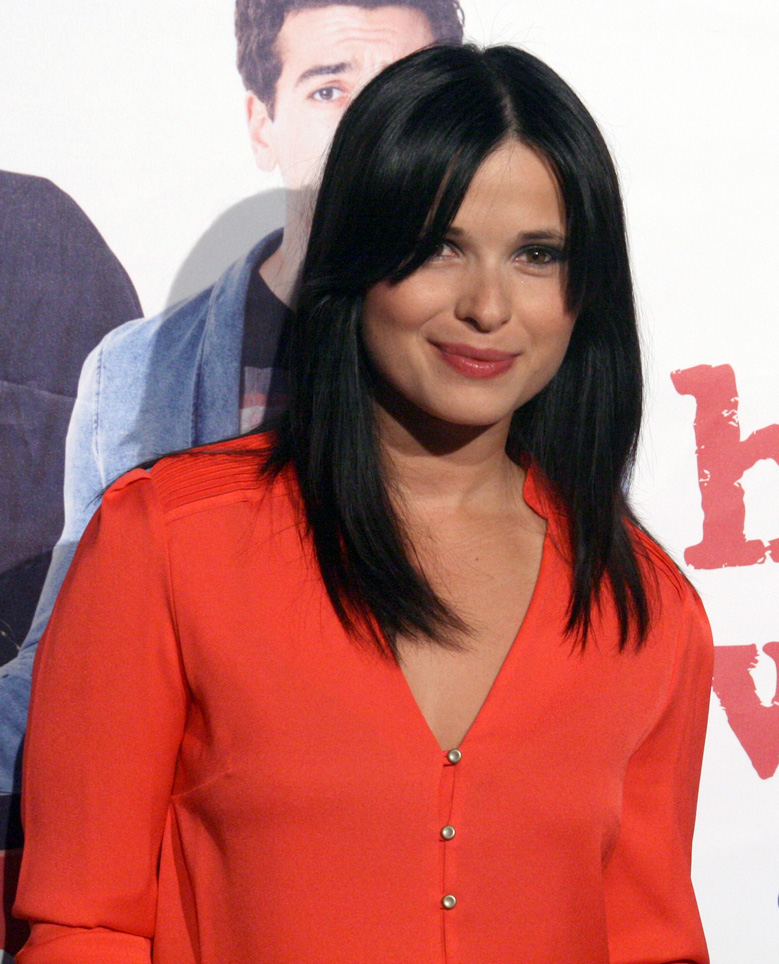
Anna Fischer; * 18. Juli

- 18. Juli: Anna Fischer, deutsche Schauspielerin und Sängerin
- 18. Juli: Vladana Vučinić, montenegrinische Sängerin
- 22. Juli: Minako Nakamura, japanische Metal-Gitarristin
- 23. Juli: Millane Fernandez, Pop-Sängerin
- 25. Juli: La Dama, spanische Latin-Pop-Sängerin und Liedermacherin
- 27. Juli: Missy May, österreichische Moderatorin, Sängerin und Schauspielerin
- 28. Juli: Nolan Gerard Funk, kanadischer Schauspieler und Sänger

### August

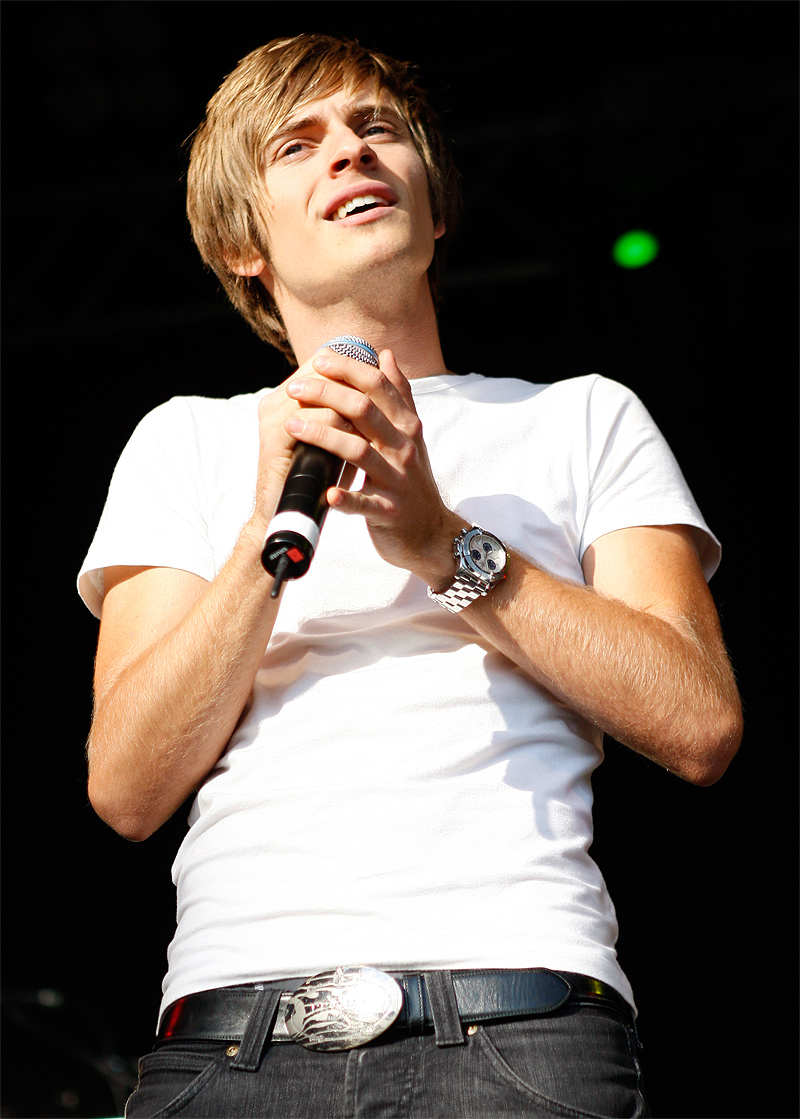
Jörn Schlönvoigt; * 1. August

- 01. August: Jörn Schlönvoigt, deutscher Schauspieler und Musiker
- 03. August: Walter Grechenig, österreichischer Musiker und Komponist
- 09. August: Caroline Wettergreen, norwegische Opernsängerin
- 11. August: Börni, Schweizer Sängerin
- 12. August: Alessandra Amoroso, italienische Sängerin
- 15. August: Natalia Kills, britische Musikerin, Schauspielerin, Liedschreiberin und Sängerin
- 16. August: Leslie Clio, deutsche Popsängerin
- 19. August: Vilde Frang, norwegische Geigerin und Musikpädagogin
- 19. August: Jamina Gerl, deutsche Pianistin
- 19. August: Laura Tesoro, flämische Sängerin und Schauspielerin

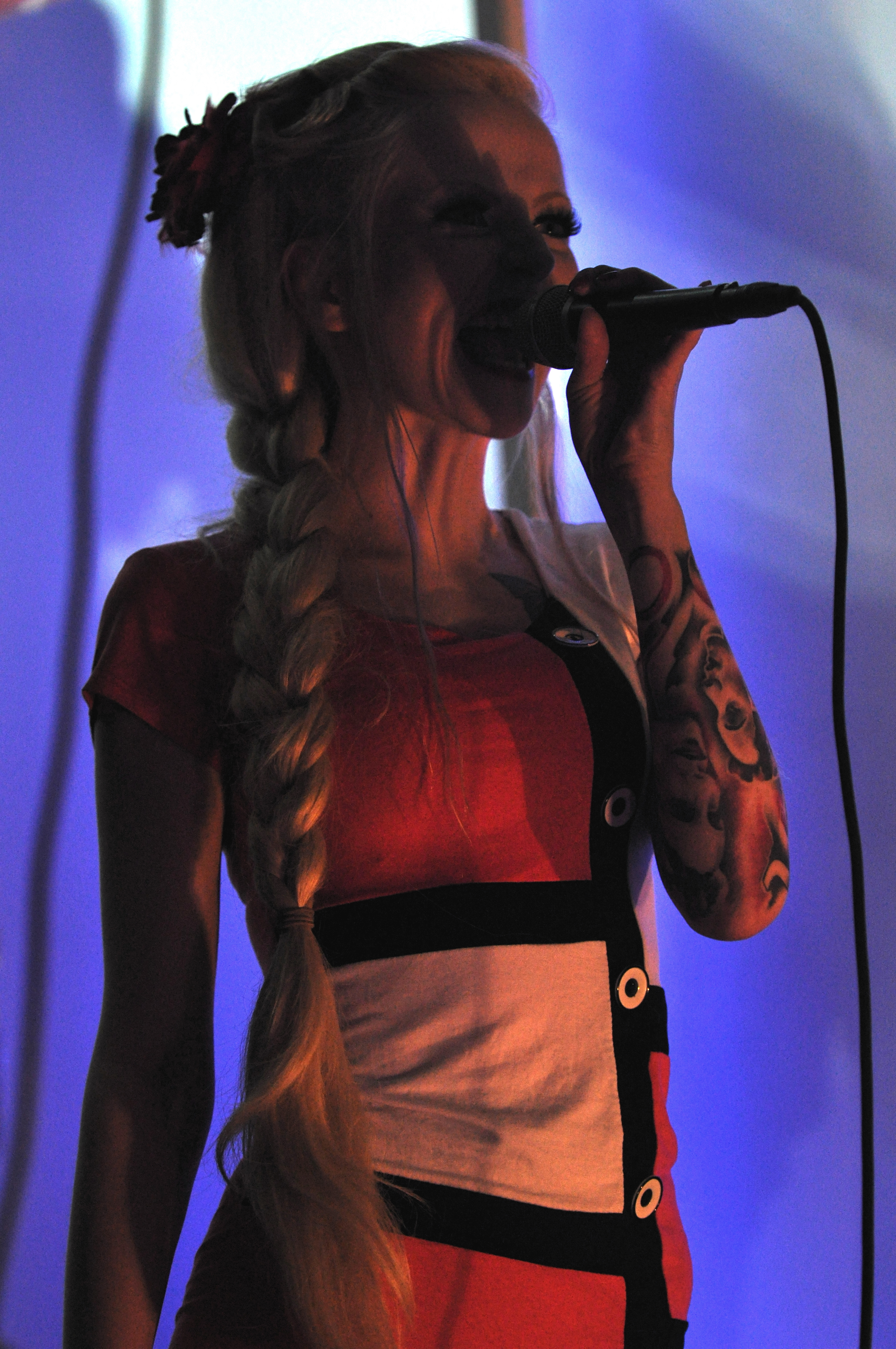
Fräulein Plastique; * 20. August

- 20. August: Fräulein Plastique, deutsche Musikerin, Sängerin und Model
- 23. August: Ayron Jones, US-amerikanischer Rocksänger
- 25. August: Rona Nishliu, albanische und kosovarische Sängerin und Radiomoderatorin
- 26. August: Cassie, US-amerikanische R&B-Sängerin, Model und Schauspielerin

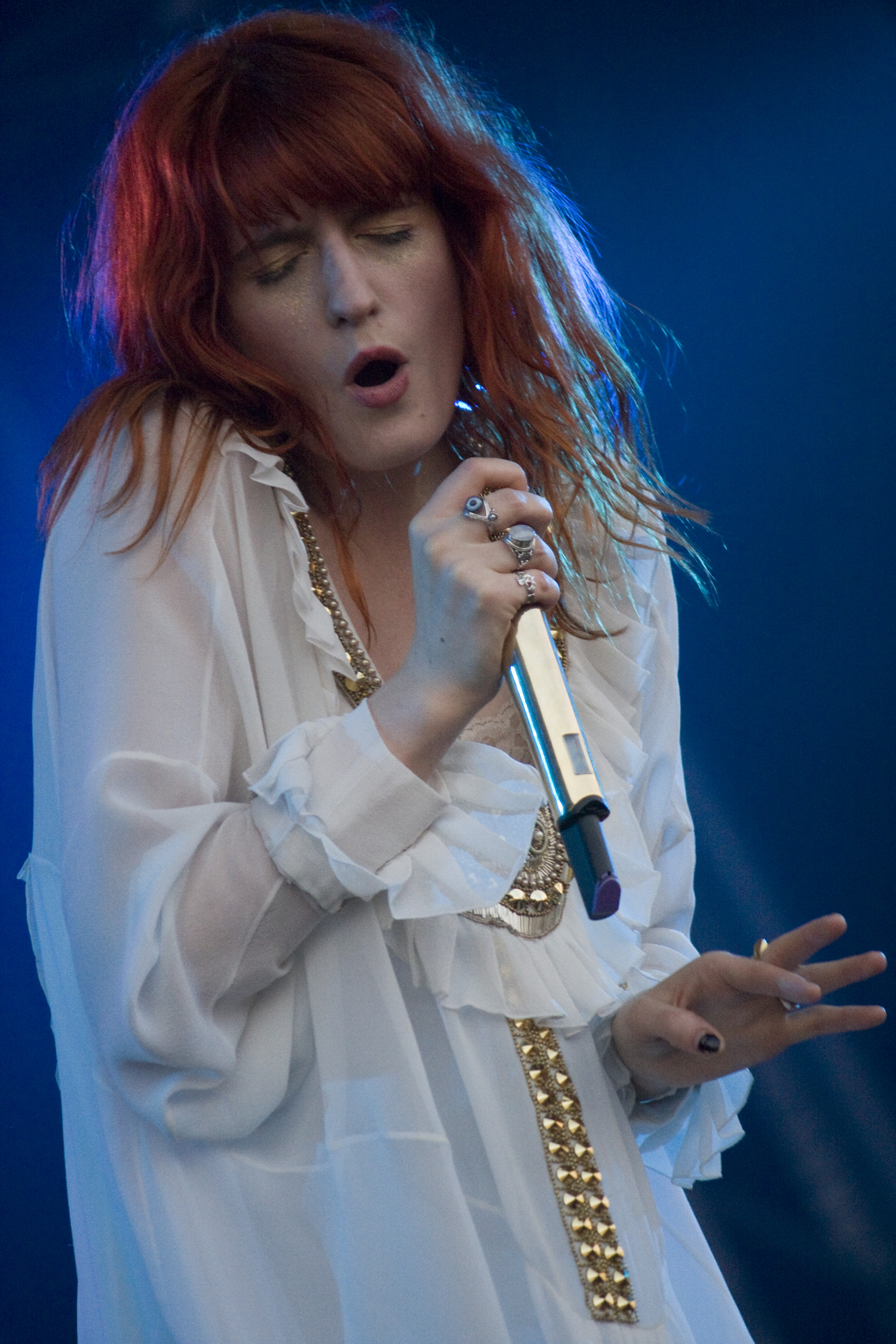
Florence Welch; * 28. August

- 28. August: Florence Welch, britische Singer-Songwriterin

### September
- 01. September: Stella Mwangi, norwegische Hip-Hopperin und Sängerin
- 02. September: Stevan Faddy, montenegrinischer Popsänger
- 02. September: Nasrin Kadri, israelische Sängerin, Musikerin und Liedtexterin
- 05. September: Florencia Benítez, argentinische Schauspielerin und Sängerin
- 05. September: Jemek Jemowit, deutsch-polnischer Musiker und Konzeptkünstler
- 05. September: Hendrik Müller, deutscher Jazzmusiker
- 06. September: Baschi, Schweizer Popsänger
- 10. September: Ashley Monroe, US-amerikanische Country-Sängerin und -Songschreiberin
- 15. September: Anan Anwar, thailändischer Popsänger und Schauspieler
- 16. September: Tini Bot, deutsche Liedermacherin und Sängerin
- 17. September: Lesley Roy, irische Singer-Songwriterin
- 17. September: Sophie, britische Musikproduzentin, Sängerin und DJ († 2021)
- 23. September: Joana Mallwitz, deutsche Dirigentin und Generalmusikdirektorin

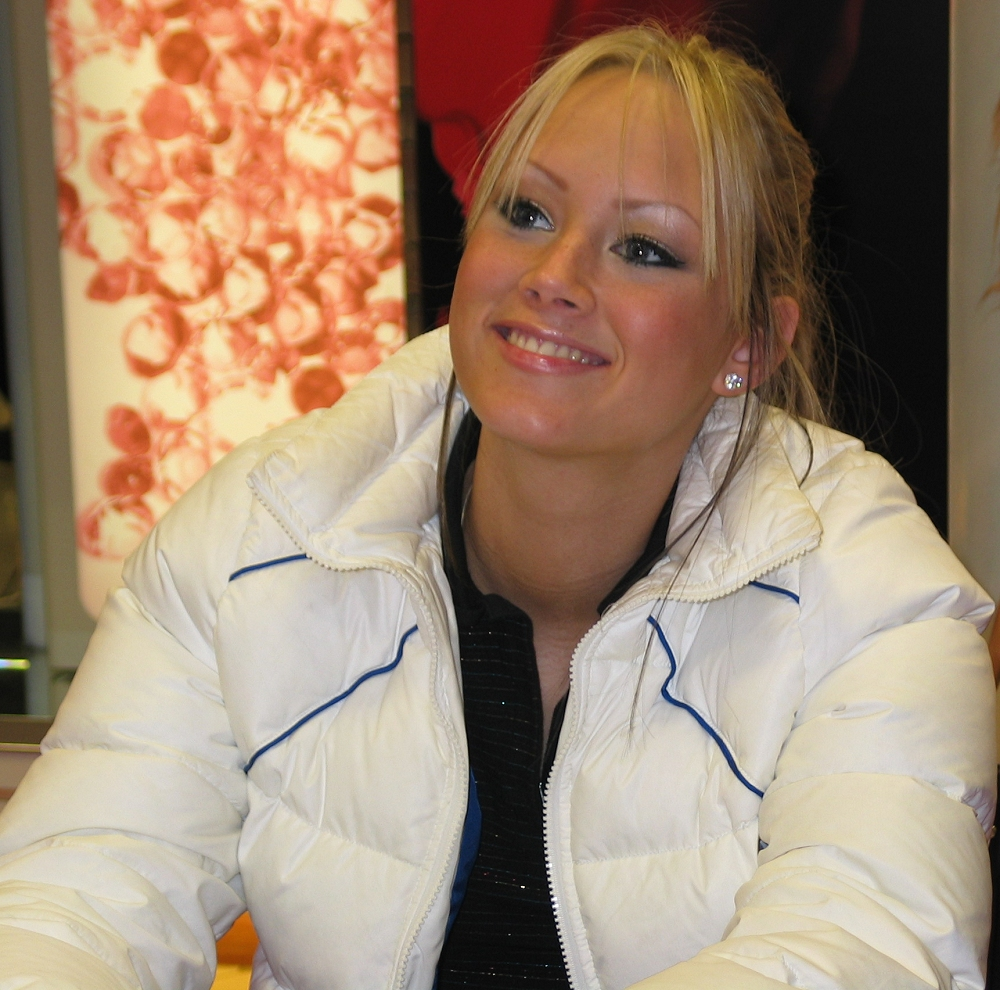
Natasha Thomas; * 27. September

- 27. September: Natasha Thomas, dänische Sängerin
- 28. September: Susanne Maria Schwarz, deutsch-schweizerische Pianistin
- 29. September: Yuki Manuela Janke, deutsch-japanische Geigerin

### Oktober
- 01. Oktober: Daniela Katzenberger, deutsche Gastronomin, Sängerin und Gelegenheits-Model
- 05. Oktober: Marc Eggers, deutsches Model, Laiendarsteller, Webvideoproduzent, Reality-TV-Teilnehmer und Schlagersänger
- 06. Oktober: Tereza Kerndlová, tschechische Sängerin
- 09. Oktober: Dave Grunewald, deutscher Musiker, Influencer und Fitnesstrainer
- 12. Oktober: Sebastian Baumgart, deutscher Schauspieler und Sänger
- 13. Oktober: Christin Neddens, deutsche Jazz- und Fusion-Schlagzeugerin
- 14. Oktober: Iveta Mukuchyan, armenische Sängerin
- 16. Oktober: Jala Brat, bosnischer Rapper und Sänger
- 16. Oktober: Inna, rumänische Popsängerin

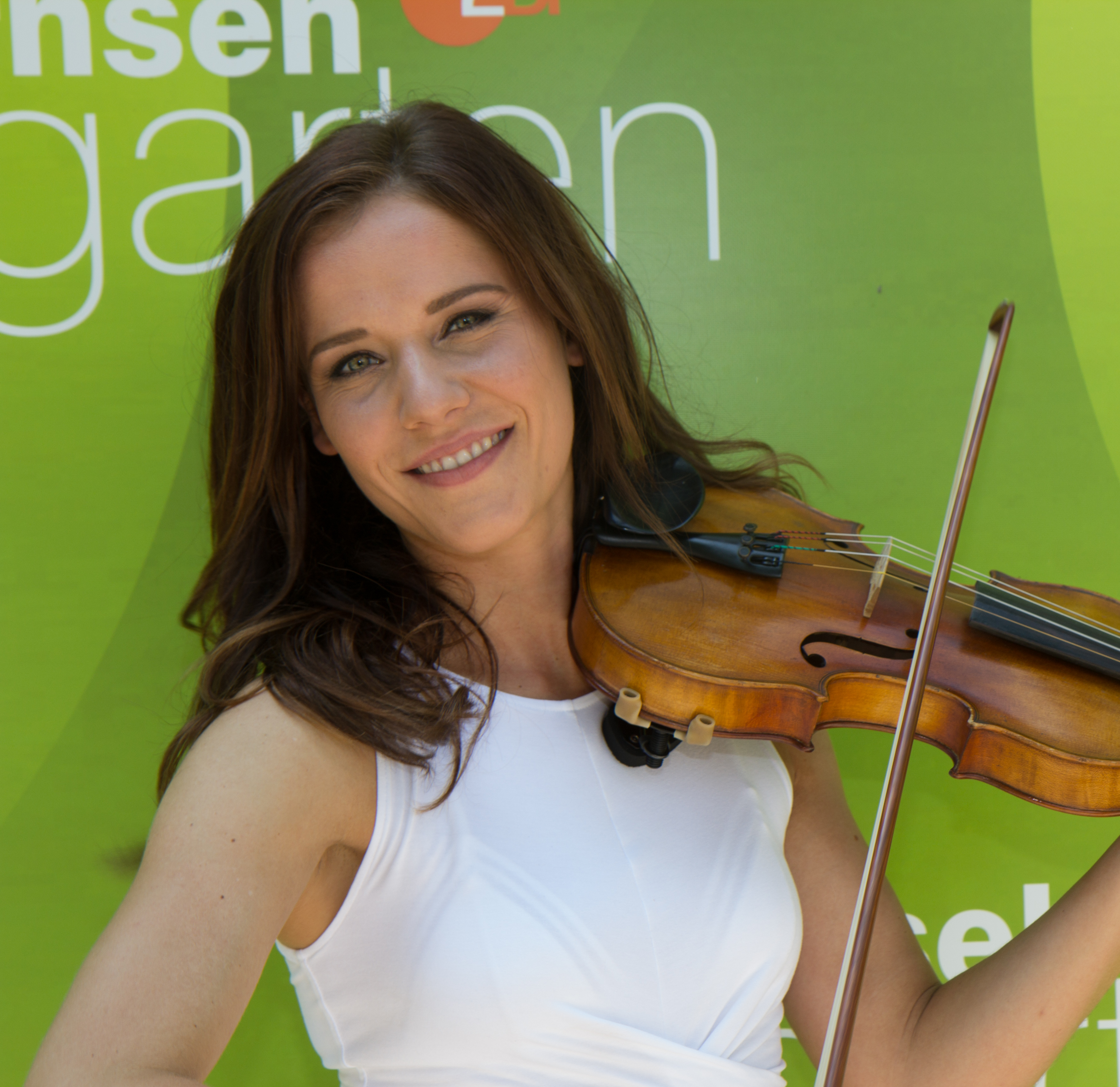
Franziska Wiese; * 17. Oktober

- 17. Oktober: Franziska Wiese, deutsche Violinistin und Sängerin
- 18. Oktober: Martin Leung, chinesischer Pianist
- 18. Oktober: Loukas Yorkas, griechisch-zypriotischer Sänger
- 24. Oktober: Aubrey Drake Graham, kanadischer Schauspieler und Rapper
- 24. Oktober: Nobuhiko Okamoto, japanischer Synchronsprecher
- 26. Oktober: Schoolboy Q, US-amerikanischer Rapper
- 00. Oktober: Marc Michel, französischer Jazzmusiker

### November
- 04. November: Alexz Johnson, kanadische Schauspielerin und Sängerin
- 04. November: Doreen Steinert, deutsche Sängerin
- 05. November: Kwon Boa, koreanischer Pop-Star
- 05. November: Lauren Henderson, US-amerikanische Jazzmusikerin (Gesang)
- 05. November: Nodiko Tatischwili, georgischer Popsänger
- 11. November: Diana Haller, kroatische Opernsängerin, Mezzosopran
- 11. November: Greta Salóme, isländische Popsängerin, Komponistin, Songwriterin und Violinistin
- 15. November: K.I.M., französischer Beatboxer
- 19. November: Hovi Star, israelischer Sänger
- 25. November: Katie Cassidy, US-amerikanische Schauspielerin und Sängerin
- 26. November: Patricia Meeden, deutsche Schauspielerin, Sängerin und Musicaldarstellerin
- 28. November: Severino Seeger, deutscher Sänger
- 29. November: David Lei Brandt, US-amerikanischer Sänger, Tänzer und Schauspieler
- 30. November: Boglárka Csemer, ungarische Sängerin und Komponistin von Pop- und Jazzmusik

### Dezember
- 01. Dezember: Manuş Baba, türkischer Pop- und Arabeskensänger
- 01. Dezember: BBou, bayerischer Musiker, Musikproduzent und Songwriter
- 04. Dezember: Mateusz Molęda, deutsch-polnischer Dirigent
- 16. Dezember: Pärt Uusberg, estnischer Komponist, Chorleiter und Schauspieler
- 21. Dezember: Per Fredrik Åsly, norwegischer Schauspieler, Sänger und Songwriter
- 21. Dezember: Mandy-Marie Mahrenholz, deutsche Schauspielerin, Sängerin und Tänzerin
- 26. Dezember: Marina Satti, griechische Sängerin
- 27. Dezember: Gemma New, neuseeländische Dirigentin und Komponistin
- 29. Dezember: Colin Brittain, US-amerikanischer Musiker und Produzent
- 30. Dezember: Ellie Goulding, britische Sängerin

### Genaues Geburtsdatum unbekannt
- Sophie Abraham, österreichische Cellistin
- Lynn Adib, syrische Musikerin (Gesang, Komposition)
- Max Andrzejewski, deutscher Jazz-Schlagzeuger
- John Arman, britischer Jazzmusiker (Gitarre) und Komponist
- Anna Attar, österreichische Musikerin
- Pierre-Antoine Badaroux, französischer Musiker und Musikproduzent
- Lucile Boulanger, französische Schauspielerin und Gambistin
- Curly, deutscher Rapper, Songwriter und Musikproduzent
- Hanne De Backer, belgische Jazz- und Improvisationsmusikerin (Saxophon)
- Martin Erhard, deutscher Kirchenmusiker, Organist und Sänger
- Lucca Fries, Schweizer Jazzmusiker
- Pauline Ganty, Schweizer Jazzsängerin
- Antonin Gerbal, französischer Jazz- und Improvisationsmusiker (Schlagzeug, Komponist)
- Elmurod Haqnazarov, usbekischer Musiker und Komiker
- Colin Hauer, deutsch-australischer Verleger und Musiker
- Agnes Hausmann, österreichische Schauspielerin
- Sebastian von Keler, deutscher Jazzmusiker
- Quirina Lechmann, schweizerisch-belgischer Koloratursopran und Künstlerin
- Jehye Lee, südkoreanische Geigerin
- Eva-Maria Leeb, deutsche Chorleiterin, Musikpädagogin und Kirchenmusikerin
- Max Leiß, deutscher Jazzmusiker (Kontrabass)
- Christof Mahnig, Schweizer Jazzmusiker (Trompete, Komposition) und Mathematiker
- Lenka Matějáková, tschechische Geigerin
- Angela Metzger, deutsche Konzertorganistin
- Kim Min-chan, südkoreanischer Jazzmusiker (Schlagzeug)
- Steffi Narr, deutsche Jazz- und Improvisationsmusikerin (Gitarre, Komposition)
- Julia Maria Pasch, deutsch-österreichische Geigenbauerin
- Kabaka Pyramid, jamaikanischer Reggae-Musiker
- Anastasia Razvalyaeva, russische Harfenistin
- Silvan Schmid, Schweizer Jazzmusiker
- Maximilian Schnaus, deutscher Komponist und Organist
- Camille Schnoor, deutsch-französische Opernsängerin
- Alina Sorescu, rumänische Sängerin
- Ajda Sticker, österreichische Journalistin und Fernsehmoderatorin
- Kurt Tallert, deutscher Autor und Musiker
- Ziv Taubenfeld, israelischer Jazz- und Improvisationsmusiker (Bassklarinette, Komposition)
- Liesa van der Aa, belgische Schauspielerin, Musikerin, Sängerin, Songwriterin und Komponistin
- Beate Wiesinger, österreichische Jazzmusikerin (Bass, Komposition)
- Erina Yashima, deutsch-japanische Dirigentin

### Geboren um 1986
- Allison Au, kanadische Jazzmusikerin (Saxophon, Komposition)
- Thibault Cellier, französischer Jazzmusiker (Kontrabass)
- Philipp Ernsting, deutscher Jazz- und Improvisationsmusiker (Schlagzeug, Elektronik)
- Julian Fau, deutscher Jazzmusiker (Schlagzeug)
- Rémy Labbé, belgischer Jazzmusiker (Trompete, Arrangements)
- Jay Lateef, deutscher Jazzmusiker (Schlagzeug)
- Lucy Railton, britische Musikerin (Cello, Komposition)
- Dan Wilson, US-amerikanischer Jazzmusiker (Gitarre, Komposition)
- Jason Yeager, US-amerikanischer Jazzmusiker (Piano, Komposition)

## Gestorben

### Januar
- 02. Januar: Herb Magidson, US-amerikanischer Liedtexter (* 1906)
- 03. Januar: Benny Payne, US-amerikanischer Jazzpianist, Sänger und Arrangeur (* 1907)
- 03. Januar: Hans Fryba, österreichischer Kontrabass-Virtuose und Komponist (* 1899)

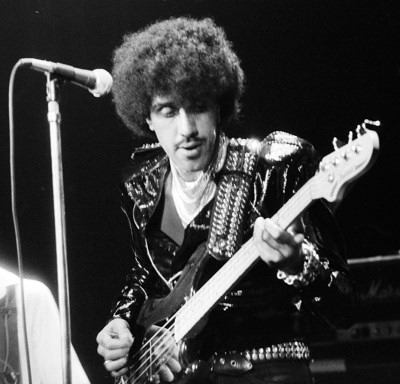
Phil Lynott; † 4. Januar

- 04. Januar: Phil Lynott, irischer Sänger, Rockbassist und Songwriter (* 1949)
- 06. Januar: Fernand Oubradous, französischer Komponist, Fagottist und Musikpädagoge (* 1903)
- 07. Januar: Cornelius Marten Mellema, niederländischer Komponist (* 1911)
- 08. Januar: Pierre Fournier, französischer Cellist (* 1906)
- 10. Januar: Joe Farrell, US-amerikanischer Jazzmusiker (Tenor- und Sopransaxophon, Flöte) (* 1937)
- 10. Januar: Eta Harich-Schneider, deutsche Cembalistin, Musikwissenschaftlerin, Japanologin und Schriftstellerin (* 1894)
- 14. Januar: Daniel Balavoine, französischer Chansonnier (* 1952)
- 16. Januar: Stjepan Šulek, jugoslawischer Komponist und Dirigent (* 1914)
- 18. Januar: Edmundo Rivero, argentinischer Tangosänger und Impresario (* 1911)
- 18. Januar: Brigitte Schiffer, deutsche Komponistin, Musikethnologin, Musikpädagogin und Musikkritikerin (* 1909)
- 19. Januar: Gérard Caron, kanadischer Organist und Pianist (* 1916)
- 19. Januar: Leo Kowalski, deutscher Komponist und Pianist (* 1911)
- 22. Januar: Ilse Fromm-Michaels, deutsche Komponistin und Pianistin (* 1888)
- 23. Januar: Yvonne Lefébure, französische Pianistin (* 1898)
- 24. Januar: Günther Kretzschmar, deutscher Kirchenmusiker, Hochschullehrer und Komponist (* 1929)
- 24. Januar: Gordon MacRae, US-amerikanischer Sänger und Schauspieler (* 1921)
- 25. Januar: Albert Grossman, US-amerikanischer Musikmanager und Impresario (* 1926)
- 25. Januar: Erwin Hartung, deutscher Schauspieler und Sänger (* 1901)
- 27. Januar: Nikhil Banerjee, indischer Sitarspieler (* 1931)
- 28. Januar: Horace Lapp, kanadischer Pianist, Organist, Dirigent und Komponist (* 1904)
- 29. Januar: Everett Barksdale, US-amerikanischer Jazzgitarrist (* 1910)
- 29. Januar: Arthur Quenzer, US-amerikanischer Liedtexter (* 1905)
- 29. Januar: Édouard Souberbielle, französischer Organist und Musikpädagoge (* 1899)
- 30. Januar: Jakob Trapp, deutscher Komponist und Musikpädagoge (* 1895)
- 00. Januar: Erdewan Zaxoyî, kurdischer Komponist, Sänger und Musiker (* 1957)

### Februar
- 01. Februar: Dick James, britischer Sänger und Musikverleger (* 1920)
- 01. Februar: Carl Spannagel, deutscher Komponist, Bratschist und Musikpädagoge (* 1897)
- 02. Februar: Ulisses Acosta Romero, venezolanischer Geiger, Komponist, Arrangeur und Dirigent (* 1911)
- 09. Februar: Lilo Martin, deutsche Komponistin (* 1908)
- 14. Februar: Edmund Rubbra, englischer Komponist und Pianist (* 1901)
- 15. Februar: Hans Erdmann, deutscher Musikpädagoge, Musikwissenschaftler und Philologe (* 1911)
- 15. Februar: John Richbourg, US-amerikanischer Radiomoderator, Musikproduzent und -manager sowie Labelbetreiber (* 1910)
- 17. Februar: Kikuko Kanai, japanische Komponistin (* 1911)
- 17. Februar: Karl Meister, deutscher Komponist, Dirigent und Musikerzieher (* 1903)
- 18. Februar: Stana Đurić-Klajn, jugoslawische Musikwissenschaftlerin und Pianistin (* 1905)
- 18. Februar: Václav Smetáček, tschechischer Dirigent, Komponist und Oboist (* 1906)
- 22. Februar: Herbert Küster, deutscher Komponist (* 1909)
- 23. Februar: Nino Taranto, italienischer Schauspieler, Komiker und Sänger (* 1907)
- 26. Februar: Walter Goldschmidt, österreichischer Kapellmeister und Komponist (* 1917)
- 26. Februar: Georgine von Milinkovic, deutsche Opernsängerin (Mezzosopran) (* 1913)
- 26. Februar: Karel Vlach, tschechischer Bigband-Leader (* 1911)
- 27. Februar: Gholam Hossein Banan, iranischer Musiker und Sänger (* 1911)
- 28. Februar: Robbie Basho, US-amerikanischer Fingerstyle-Gitarrist, Pianist und Sänger (* 1940)
- 00. Februar: Francisco Mignone, brasilianischer Komponist (* 1897)
- 00. Februar: Johnny De Droit, US-amerikanischer Kornettist und Bandleader (* 1892)

### März
- 04. März: Hans Gillesberger, österreichischer Chorleiter (* 1909)
- 04. März: Howard Greenfield, US-amerikanischer Textdichter und Songwriter (* 1936)
- 04. März: Richard Manuel, kanadischer Komponist, Sänger und Multiinstrumentalist (Klavier, Schlagzeug, Keyboard, Clavinet, Slide-Gitarre) (* 1943)
- 06. März: Weldon Kilburn, kanadischer Pianist, Organist und Musikpädagoge (* 1906)
- 10. März: Walter Blankenburg, deutscher evangelischer Pfarrer, Kirchenmusikdirektor und Musikwissenschaftler (* 1903)
- 10. März: Teófilo Ibáñez, argentinischer Tangosänger und -komponist (* 1907)

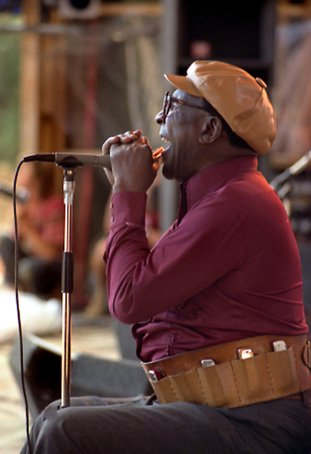
Sonny Terry; † 11. März

- 11. März: Sonny Terry, US-amerikanischer Bluessänger und Mundharmonikaspieler (* 1911)
- 14. März: Benno Ammann, Schweizer Dirigent und Komponist (* 1904)
- 17. März: Mieczysław Drobner, polnischer Komponist, Dirigent, Musikwissenschaftler und -pädagoge (* 1912)
- 19. März: Júlia Székely, ungarische Musikerin und Schriftstellerin (* 1906)
- 21. März: Horst Fischer, deutscher Trompeter (* 1930)
- 22. März: Mark Dinning, US-amerikanischer Popsänger (* 1933)
- 30. März: Mathilde Beckmann, deutsche Sängerin (* 1904)
- 30. März: Milan Munclinger, tschechischer Flötist, Dirigent, Komponist und Musikwissenschaftler (* 1923)

### April
- 03. April: Peter Pears, britischer Opernsänger (Tenor) (* 1910)
- 03. April: Elisabeth Radó, österreichische Opernsängerin und Gesangspädagogin (* 1899)
- 05. April: Wally Deane, US-amerikanischer Rockabilly-Musiker (* 1936)
- 05. April: Tommy Duchesne, kanadischer Akkordeonist (* 1909)
- 06. April: Alfred Flury, Schweizer Geistlicher und Liedermacher (* 1934)
- 08. April: Yukiko Okada, japanische Sängerin (* 1967)
- 09. April: Heinz Conrads, österreichischer Schauspieler, Kabarettist, Conférencier und Wienerlied-Interpret (* 1913)
- 09. April: Alfred Pfeifle, deutscher Opernsänger (Tenor) (* 1916)
- 09. April: Pamela Wedekind, deutsche Schauspielerin, Sängerin und Übersetzerin (* 1906)
- 12. April: José Abrajim Elcure, kolumbianischer Pianist, Geiger und Komponist (* 1922)
- 13. April: Dorothy Ashby, US-amerikanische Jazzharfenistin und Komponistin (* 1932)
- 17. April: Teddy Kotick, US-amerikanischer Jazzbassist (* 1928)
- 18. April: Antonio Lauro, venezolanischer Komponist und Gitarrist (* 1917)
- 19. April: Dag Wirén, schwedischer Komponist (* 1905)
- 19. April: Estelle Yancey, US-amerikanische Bluessängerin (* 1896)
- 21. April: Stephan Cosacchi, deutsch-ungarischer Sprach- und Musikwissenschaftler sowie Musikpädagoge und Komponist (* 1903)
- 21. April: Günther Steyrer, österreichischer Schulleiter, Mundartdichter und Komponist (* 1931)
- 22. April: Walter Wasservogel, österreichischer Musiker, Komponist und Arrangeur (* 1912)
- 23. April: Harold Arlen, US-amerikanischer Komponist (* 1905)
- 24. April: Hans Ströer, deutscher Musiker, Komponist und Pädagoge (* 1919)
- 26. April: Cliff Leeman, US-amerikanischer Jazzschlagzeuger (* 1913)

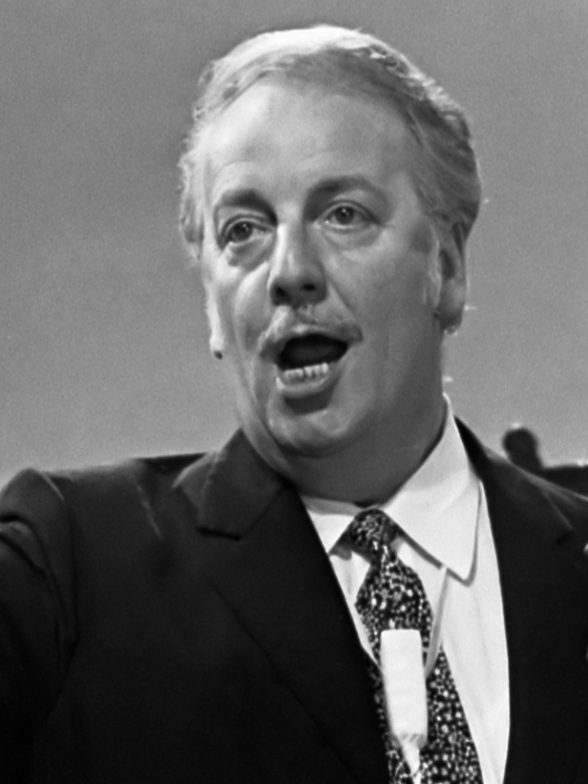
Lou van Burg; † 26. April

- 26. April: Lou van Burg, niederländischer Sänger, Showmaster und Entertainer (* 1917)
- 27. April: Bayless Rose, US-amerikanischer Sänger und Gitarrist (* 1890)

### Mai
- 02. Mai: Wallace Bishop, US-amerikanischer Jazzschlagzeuger (* 1906)
- 05. Mai: Ruy Coelho, portugiesischer Pianist, Komponist und Dirigent (* 1889)
- 05. Mai: Billy Mackel, US-amerikanischer Jazzgitarrist (elektrische Gitarre) und Banjo-Spieler (* 1912)
- 09. Mai: Joachim Graswurm, deutscher Jazzmusiker (Trompete, Flügelhorn, Arrangements, Komposition) (* 1934)
- 11. Mai: Fritz Pollard, afroamerikanischer American-Football-Spieler, Trainer und Manager sowie Musikproduzent (* 1894)
- 18. Mai: John Bubbles, US-amerikanischer Stepptänzer, Sänger (Tenor) und Schauspieler (* 1902)
- 18. Mai: Peter Wehle, österreichischer Komponist, Autor und Kabarettist (* 1914)
- 19. Mai: Jimmy Lyons, US-amerikanischer Jazzmusiker (Saxophon, Flöte) (* 1933)
- 19. Mai: Bernard Naylor, englischer Komponist, Organist und Dirigent (* 1907)
- 20. Mai: Clyde Bernhardt, US-amerikanischer Jazz-Posaunist und Bandleader (* 1905)
- 21. Mai: Raymond Burke, US-amerikanischer Jazzmusiker (Klarinette, Sopransaxophon) (* 1904)
- 23. Mai: Barbara Rosen, deutsche volkstümliche Sängerin (* 1949)
- 28. Mai: Lea Ivanova, bulgarische Jazzsängerin (* 1923)
- 28. Mai: Preben Vang, dänischer Schlagwerker und Jazzmusiker (* 1942)
- 29. Mai: Willy Hardmeyer, Schweizer Organist, Orgelbauexperte und Autor (* 1910)
- 30. Mai: Hank Mobley, US-amerikanischer Tenorsaxophonist und Komponist (* 1930)
- 30. Mai: Luis G. Roldán, mexikanischer Sänger (* 1910)
- 31. Mai: Georg Rüßmann, deutscher Komponist, Dirigent, Musikproduzent und Musikant (* 1919)
- 00. Mai: Hayes McMullan, US-amerikanischer Delta-Blues-Sänger, Gitarrist und Songwriter (* 1902)

### Juni
- 02. Juni: Fay Marbe, US-amerikanische Tänzerin, Sängerin und Schauspielerin (* 1899)
- 07. Juni: Sara Garif kysy Sadyjkowa, sowjetische Sängerin (Koloratursopran) und Komponistin (* 1906)
- 07. Juni: Kate Smith, US-amerikanische Sängerin (* 1907)
- 08. Juni: Roba Stanley, US-amerikanische Old-Time-Musikerin (* 1910 oder 1911)
- 13. Juni: Paul Duppenthaler, Schweizer Musiker (* 1917)

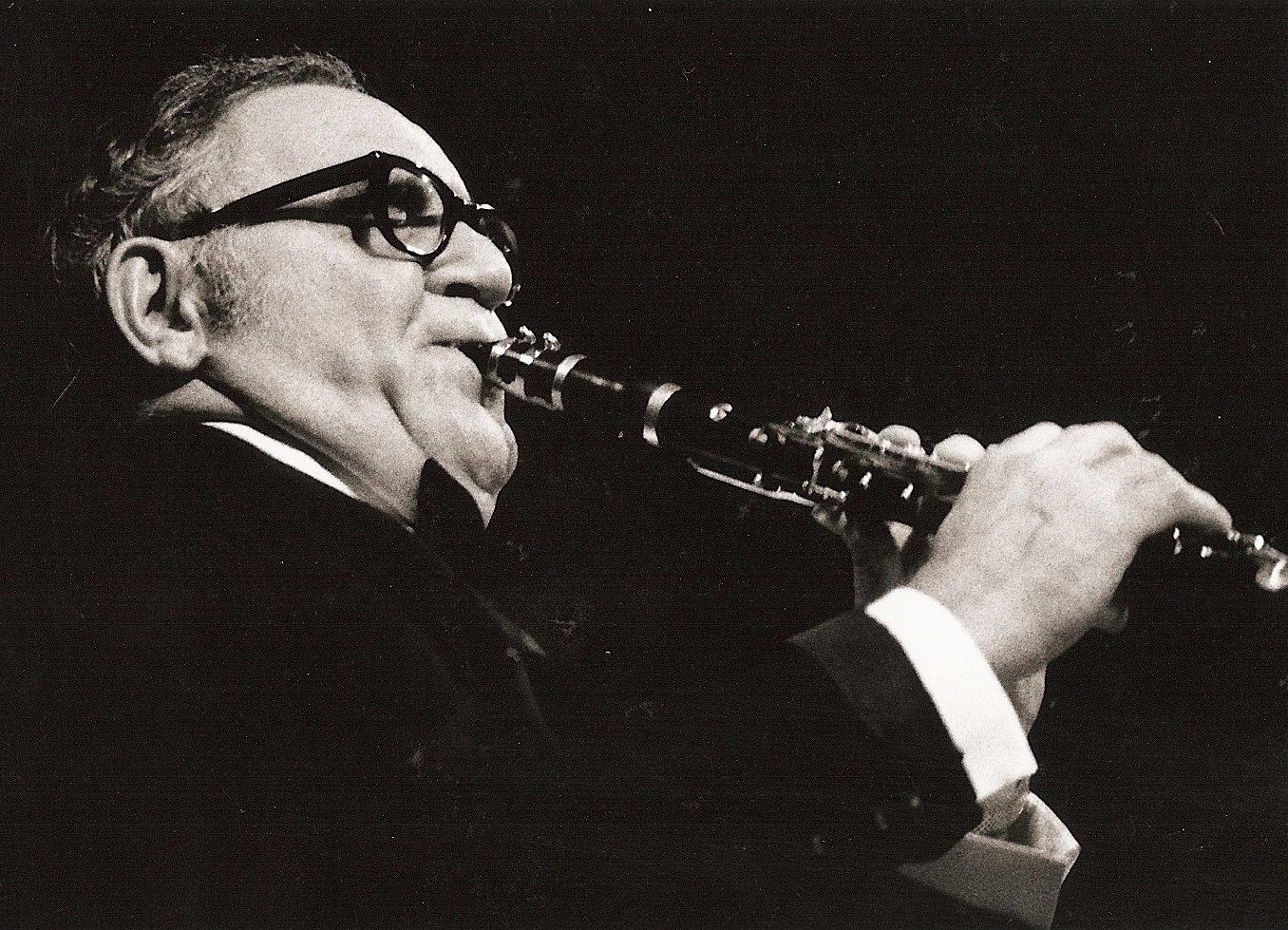
Benny Goodman; † 13. Juni

- 13. Juni: Benny Goodman, US-amerikanischer Jazzmusiker (Klarinettist und Bandleader) (* 1909)
- 13. Juni: Dean Reed, US-amerikanischer Schauspieler, Sänger, Drehbuchautor und Regisseur (* 1938)
- 14. Juni: Alan Jay Lerner, US-amerikanischer Autor und Liedtexter (* 1918)
- 16. Juni: Maurice Duruflé, französischer Organist und Komponist (* 1902)
- 20. Juni: Juan Pablo Miranda, kubanischer Flötist und Komponist (* 1906)
- 24. Juni: Lodovico Rocca, italienischer Komponist (* 1895)
- 25. Juni: Luigi Rognoni, italienischer Musikwissenschaftler und Musikkritiker (* 1913)
- 27. Juni: Zoltán Gárdonyi, ungarischer Komponist, Musikwissenschaftler und Hochschulprofessor (* 1906)
- 27. Juni: Charles Jordan, kanadischer Sänger (Bariton) und Gesangspädagoge (* 1915)
- 27. Juni: Joe Maphis, US-amerikanischer Country- und Rockabilly-Musiker (* 1921)
- 29. Juni: Dusolina Giannini, italienisch-US-amerikanische Opern- und Konzertsängerin (Sopran) (* 1902)
- 29. Juni: Jacques Hélian, französischer Orchesterleiter, Arrangeur und Saxophonist (* 1912)

### Juli
- 02. Juli: Erwin Milzkott, deutscher Musiker (* 1913)
- 03. Juli: Tibor Kasics, Schweizer Pianist, Komponist und Dirigent (* 1904)
- 03. Juli: Curly Russell, US-amerikanischer Jazzbassist (* 1917)
- 03. Juli: Rudy Vallée, US-amerikanischer Sänger, Saxophonist, Bandleader, Schauspieler und Entertainer (* 1901)
- 04. Juli: Paul-Gilbert Langevin, französischer Musikwissenschaftler und Musikkritiker (* 1933)
- 04. Juli: Flor Peeters, belgischer Komponist, Organist und Musikpädagoge (* 1903)
- 04. Juli: Eddie Shu, US-amerikanischer Jazzmusiker (Tenor- und Altsaxophon, Klarinette, Trompete, Harmonika) (* 1918)
- 08. Juli: Pedro Ortiz Dávila, puerto-ricanischer Sänger (* 1912)
- 10. Juli: Tomasz Michalak, polnischer Geiger und Dirigent (* 1940)
- 11. Juli: Enrique Villegas, argentinischer Jazzmusiker (Piano, Komposition) (* 1913)
- 14. Juli: Kurt Henkels, deutscher Musiker und Bandleader (* 1910)
- 16. Juli: Karl Fodermair, deutscher Instrumentenbauer und Leiter diverser Chöre und Orchester (* 1902)
- 16. Juli: Claire Watson, US-amerikanische Opernsängerin (Sopran) (* 1924)
- 18. Juli: Don Wilkerson, US-amerikanischer R&B- und Jazzmusiker (* 1932)
- 19. Juli: Franz Xaver Lehner, deutscher Komponist und Hochschullehrer (* 1904)
- 20. Juli: Sam Gary, afroamerikanischer Blues-, Spiritual- und Folk-Sänger (* 1917)
- 21. Juli: Hans Freese, deutscher Dirigent und Kapellmeister (* 1904)
- 22. Juli: Fritz Goller, deutscher Komponist (* 1914)
- 23. Juli: Kazimierz Sikorski, polnischer Komponist (* 1895)
- 27. Juli: Henry Bridges, US-amerikanischer Jazzmusiker (Tenorsaxophon) (* 1908)
- 27. Juli: Friedrich Wilckens, österreichischer Komponist und Pianist (* 1899)
- 29. Juli: Louis Panico, italo-US-amerikanischer Jazzkornettist (* 1898)
- 31. Juli: Enric Casals, katalanischer Geiger, Komponist und Dirigent (* 1892)
- 31. Juli: Ernst Hildebrand, deutscher Komponist und Musiker (* 1918)
- 31. Juli: Kurt Rasch, deutscher Komponist, Musikpädagoge und Tonmeister (* 1902)
- 31. Juli: Teddy Wilson, US-amerikanischer Jazzpianist (* 1912)

### August
- 03. August: Joe Thomas, US-amerikanischer Jazz- und Rhythm-and-Blues-Tenorsaxophonist, Sänger und Bandleader (* 1909)
- 06. August: Simone Plé-Caussade, französische Komponistin, Pianistin und Musikpädagogin (* 1897)
- 06. August: Clara Tabody, ungarische Schauspielerin und Sängerin (* 1915)
- 06. August: Beppe Wolgers, schwedischer Schauspieler, Autor, Komponist und Regisseur (* 1928)
- 07. August: Aline Valangin, Schweizer Schriftstellerin, Pianistin und Psychoanalytikerin (* 1889)
- 14. August: Inger Axö, schwedische Schauspielerin und Sängerin (* 1939)
- 14. August: Robert Edler, deutscher Komponist (* 1912)
- 15. August: Robert Bouchet, französischer Maler und Gitarrenbauer (* 1898)
- 15. August: Silvia Eisenstein, argentinisch-venezolanische Pianistin, Komponistin und Dirigentin, Musikpädagogin und -ethnologin (* 1917)
- 15. August: Winthrop Sargeant, US-amerikanischer Geiger und Musikkritiker (* 1903)
- 20. August: Paul Doyon, kanadischer Pianist und Organist (* 1903)
- 20. August: Thad Jones, US-amerikanischer Jazztrompeter, Kornettist, Flügelhornist, Arrangeur, Komponist und Bigband-Leiter (* 1923)
- 22. August: Mireille Flery, griechische Sängerin (Sopran) (* 1907)
- 23. August: Pete Daily, US-amerikanischer Jazzmusiker (Kornett, Ventilposaune) (* 1911)
- 24. August: Joe Tarto, US-amerikanischer Bassist (Tuba, Kontrabass) (* 1902)
- 25. August: Merle Montgomery, US-amerikanische Komponistin, Pianistin und Musikpädagogin (* 1904)
- 26. August: Heinrich Freistedt, deutscher römisch-katholischer Priester und Kirchenmusikdirektor (* 1903)
- 26. August: Marvin Hatley, US-amerikanischer Filmschauspieler, Drehbuchautor und Filmkomponist (* 1905)
- 29. August: Sax Mallard, US-amerikanischer Jazz- und Rhythm-and-Blues-Musiker (Klarinette, Altsaxophon, Arrangement) und Bandleader (* 1915)
- 29. August: Rudolf Saar, österreichischer Sängerfunktionär (* 1896)

### September
- 02. September: Billy Taylor, US-amerikanischer Jazzbassist und -tubist (* 1906)
- 03. September: Julius Bahle, deutscher Psychologe, Musikwissenschaftler und Psychotherapeut (* 1903)
- 03. September: Knocky Parker, US-amerikanischer Jazzpianist und Hochschullehrer (* 1918)
- 04. September: Christer Boustedt, schwedischer Jazzmusiker (Altsaxophon) und Schauspieler (* 1939)
- 04. September: Walter Wanderley, brasilianischer Organist und Pianist (* 1932)
- 07. September: Armin Schibler, Schweizer Komponist und Musikpädagoge (* 1920)
- 07. September: Wladimir Alexandrowitsch Wlassow, russischer Komponist (* 1903)
- 09. September: Magda Tagliaferro, franko-brasilianische Pianistin (* 1893)
- 10. September: Pepper Adams, US-amerikanischer Baritonsaxophonist (* 1930)
- 14. September: Marcel Couraud, französischer Dirigent (* 1912)
- 14. September: Allen Irvine McHose, US-amerikanischer Musikwissenschaftler, -pädagoge und Organist (* 1902)
- 16. September: Luís Armando Rivera, dominikanischer Komponist, Pianist und Geiger (* 1901)
- 17. September: András Kórodi, ungarischer Dirigent (* 1922)
- 18. September: David Dodge Boyden, US-amerikanischer Musikwissenschaftler und Instrumentenkundler (* 1910)
- 20. September: Martin Gümbel, deutscher Komponist und Musikpädagoge (* 1923)
- 20. September: Erich Riede, deutscher Dirigent und Komponist (* 1903)
- 22. September: Bernie Cummins, US-amerikanischer Schlagzeuger und Bigband-Leader (* 1900)
- 23. September: Eva Hauptmann, deutsche Geigerin und Hochschullehrerin (* 1894)

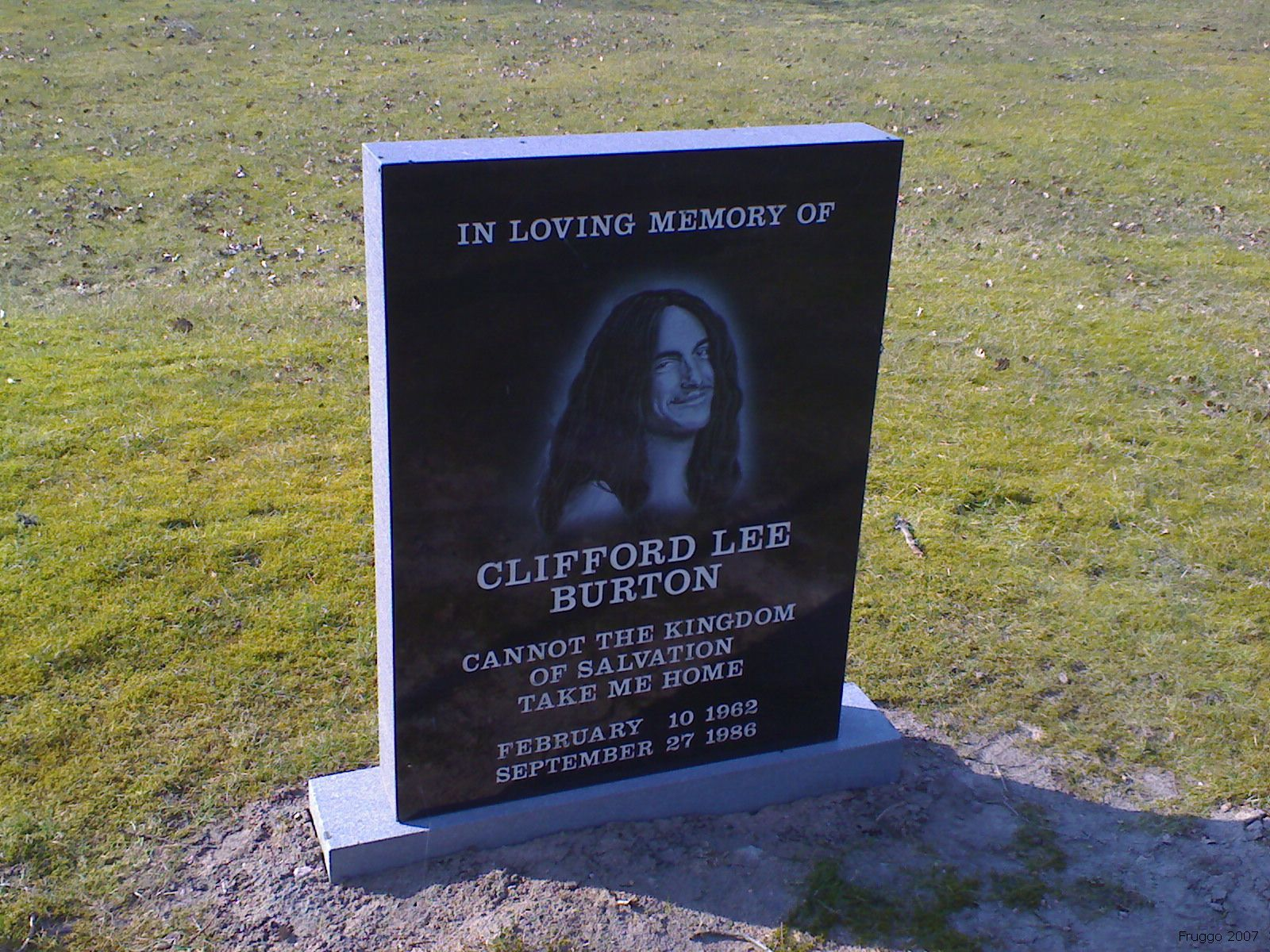
Gedenkstein für Cliff Burton

- 27. September: Cliff Burton, US-amerikanischer Bassist (Metallica) (* 1962)
- 30. September: Tommy Reynolds, US-amerikanischer Jazzklarinettist und Bandleader * 1917)

### Oktober
- 01. Oktober: Dražen Ričl, jugoslawisch-bosnischer Musiker und Sänger (* 1962)
- 03. Oktober: Tell Geck, deutscher Maler und Musiker (* 1895)
- 04. Oktober: Willi Schuh, Schweizer Musikwissenschaftler (* 1900)
- 05. Oktober: Emanuel Sayles, US-amerikanischer Musiker (Gitarre, Banjo, Gesang) (* 1907)
- 10. Oktober: Priaulx Rainier, südafrikanisch-britische Komponistin und Hochschullehrerin (* 1903)
- 11. Oktober: Robert Scholz, österreichisch-US-amerikanischer Pianist, Komponist, Dirigent und Musikpädagoge (* 1902)
- 14. Oktober: Barbara Kostrzewska, polnische Sängerin (lyrischer Koloratursopran) und Musikpädagogin (* 1915)
- 16. Oktober: Arthur Grumiaux, belgischer Violinist und Dirigent (* 1921)
- 19. Oktober: Moses Asch, US-amerikanischer Schallplattenproduzent (* 1905)
- 22. Oktober: Thorgeir Stubø, norwegischer Jazzgitarrist und Komponist (* 1943)
- 25. Oktober: Johnny Dyani, südafrikanischer Jazzmusiker (Kontrabassist, Pianist, Komponist, Sänger) (* 1947)
- 29. Oktober: Jerome Darr, US-amerikanischer Jazzgitarrist (* 1910)
- 29. Oktober: Shimizu Osamu, japanischer Komponist (* 1911)
- 30. Oktober: Andrzej Markowski, polnischer Dirigent und Komponist (* 1924)
- 30. Oktober: Abel Meeropol, US-amerikanischer Songwriter und Schriftsteller (* 1903)

### November
- 01. November: Serge Garant, kanadischer Komponist und Dirigent (* 1929)
- 01. November: Sippie Wallace, US-amerikanische Blues-Sängerin und Pianistin (* 1898)
- 02. November: Samuel Baud-Bovy, Schweizer Musiker sowie Neogräzist und Politiker (* 1906)
- 02. November: Mariano Drago, slowenischer Dirigent, Musikpädagoge und Komponist (* 1907)
- 03. November: Eddie Lockjaw Davis, US-amerikanischer Jazztenorsaxophonist und Komponist (* 1922)
- 04. November: Josef Wagner, österreichischer Komponist (* 1908)
- 05. November: Antonio Alberdi y Aguirrezábal, baskischer Orgelbauer, Organist und Komponist (* 1893)
- 06. November: Hugo de Groot, niederländischer Komponist, Dirigent und Musiker (* 1897)
- 06. November: Elisabeth Grümmer, deutsche Opernsängerin (* 1911)
- 06. November: Lili Kraus, britische Pianistin (* 1905)
- 06. November: Josef Poncar, tschechischer Kapellmeister und Blasmusik-Komponist (* 1902)
- 06. November: Eddie Thompson, britischer Jazzpianist (* 1925)
- 08. November: Aenne Michalsky, österreichische Opernsängerin (Sopran) (1908)
- 09. November: Blanca Estrella de Méscoli, venezolanische Komponistin und Pianistin (* 1915)
- 13. November: Rudolf Schock, deutscher Opern-, Lied- und Operettensänger (lyrischer Tenor) (* 1915)
- 15. November: Alexandre Tansman, polnisch-französischer Komponist (* 1897)
- 16. November: Kurt Overhoff, österreichischer Dirigent, Komponist und Musikpädagoge (* 1902)
- 16. November: Juri Ter-Ossipow, armenisch-sowjetischer Komponist (* 1933)
- 18. November: Lajos Bárdos, ungarischer Komponist (* 1899)
- 18. November: Carlos Figueredo, venezolanischer Pianist und Komponist (* 1909)
- 19. November: Negrito Chapuseaux, dominikanischer Sänger und Komponist (* 1911)
- 19. November: Harry Goldschmidt, Schweizer Musikwissenschaftler (* 1910)
- 20. November: Matthias Lixenfeld, deutscher Komponist, Illusionist und Karnevalist (* 1899)
- 21. November: Jerry Colonna, US-amerikanischer Musiker, Sänger, Komiker und Schauspieler (* 1904)
- 22. November: Scatman Crothers, US-amerikanischer Sänger, Komponist und Schauspieler (* 1910)
- 23. November: Charlie Gaines, US-amerikanischer Jazztrompeter und Bandleader (* 1900)
- 00. November: Ann Cole, US-amerikanische R&B- und Gospel-Sängerin (* 1934)

### Dezember
- 01. Dezember: Lee Dorsey, US-amerikanischer Sänger (* 1924)
- 01. Dezember: Horace Heidt, US-amerikanischer Bigband-Leader, Pianist und Entertainer (* 1901)
- 02. Dezember: Desi Arnaz, kubanischer Musiker, Dirigent, Schauspieler, Komiker und Fernsehproduzent (* 1917)
- 02. Dezember: Paul Bascomb, US-amerikanischer Tenorsaxophonist und Bandleader (* 1910)
- 03. Dezember: Bob Howard, US-amerikanischer Jazzpianist, Sänger und Bandleader (* 1906)
- 06. Dezember: Marta Canales, chilenische Geigerin, Pianistin, Chorleiterin und Komponistin (* 1895)
- 08. Dezember: Hollywood Fats, US-amerikanischer Bluesgitarrist (* 1954)
- 10. Dezember: Fred Stone, kanadischer Flügelhornist, Trompeter und Komponist (* 1935)
- 12. Dezember: Hans Hadamowsky, österreichischer Oboist, Hochschullehrer und Komponist (* 1906)
- 12. Dezember: Harry Owens, US-amerikanischer Komponist (* 1902)
- 12. Dezember: Carlos Ramírez, kolumbianischer Sänger (Bariton) und Schauspieler (* 1916)
- 15. Dezember: Julius Gessinger, deutscher Komponist (* 1899)
- 16. Dezember: Marcel Quinet, belgischer Komponist und Pianist (* 1915)
- 18. Dezember: Hans Fischer, Schwyzerörgelispieler, Komponist und Nachwuchsförderer der Volksmusik (* 1903)
- 20. Dezember: Eduard Abramyan, armenischer Komponist, Pianist und Musikpädagoge (* 1923)
- 20. Dezember: Alicia Urreta, mexikanische Pianistin und Komponistin (* 1930)
- 22. Dezember: Carlernst Ortwein, deutscher Pianist und Komponist (* 1916)
- 27. Dezember: Lars-Erik Larsson, schwedischer Komponist, Dirigent und Musiklehrer (* 1908)
- 29. Dezember: John Antill, australischer Komponist (* 1904)
- 30. Dezember: Jiří Jaroch, tschechischer Komponist, Bratscher und Dirigent (* 1920)
- 31. Dezember: Don Sleet, US-amerikanischer Jazztrompeter (* 1938)

### Genaues Todesdatum unbekannt
- Wolfgang Auler, deutscher Organist (* 1904)
- Dora Borissowna Beljawskaja, russische bzw. sowjetische Gesangspädagogin (* 1894)
- Mike Danzi, US-amerikanischer Gitarrist und Banjospieler (* 1898)
- Stig Ericson, schwedischer Kinderbuchautor und Musiker (* 1929)
- Mohammed Flayfel, libanesischer Komponist und Musiker (* 1899)
- Vincenz Frigger, deutscher Maler und Musiker (* 1909)
- Blake Alphonso Higgs, bahamaischer Musiker des Goombay- und Calypso-Stils (* 1915)
- Robert Last, deutscher Schlagzeuger (* 1921)
- Jean Massin, französischer Musikwissenschaftler und Historiker (* 1917)
- Friedrich Oberschelp, deutscher Dirigent, Chorleiter und Lehrer (* 1895)
- Ralph Pruitt, US-amerikanischer Rockabilly-Musiker (* 1925)
- Mary Kawena Pukui, hawaiianische Tänzerin, Komponistin und Erzieherin (* 1895)